# Monastère de Bârsana
Le monastère de Bârsana (en roumain Mănăstirea Bârsana) est un monastère orthodoxe de Roumanie situé dans la commune de Bârsana, dans le comté de Maramureș.

## Attestations documentaires
La première preuve documentaire faisant référence au monastère de Bârsana remonte à 1390 ; Dans un document daté du 21 juillet 1390, concernant les propriétés de la famille du voïvode Dragoș, il est mentionné une route qui bifurque, menant d'un côté au village de Bârsana, et de l'autre au monastère. Dans ce document sont également mentionnées la Vallée du Monastère et la Colline du Pape.
Dans un acte de propriété, daté du 6 novembre 1405, il est fait mention d'un « champ monastique ». D'autres mentions du monastère sont découvertes dans les actes de propriété de la famille voïvode Dragoș, entre 1408 et 1480, le dernier acte faisant référence à Bartolomeu Dragfi, voïvode de Transylvanie.

## Histoire
Le monastère est situé dans la région historique du Maramureș, dans la vallée de l'Iza. L'ancienne église en bois a été construite en 1711 au lieu-dit Părul Călugărului par le prêtre Ioan Ștefanca, avec ses fils et d'autres villageois, pour remercier Dieu de sa protection pendant la grande peste de l'année précédente. La construction du nouveau complexe monastique a commencé en 1993.

## Construction
L'ensemble monastique a été construit en bois, selon la tradition locale, sous la direction de l'architecte Cordoș Dorel. Il est composé d'un portail de bois typique de la région, d'un clocher, de l'église (d'une hauteur de 57 m), d'un autel d'été, des cellules des moines, de la chapelle (construite sur plusieurs niveaux), de la maison des contremaîtres et de la maison des artistes (atelier). Un musée a été récemment construit à l'intérieur du monastère.
Actuellement, le saint patron du monastère est célébré le 30 juin : « Le Concile des Saints 12 Apôtres », les protecteurs du monastère étant les 12 apôtres.

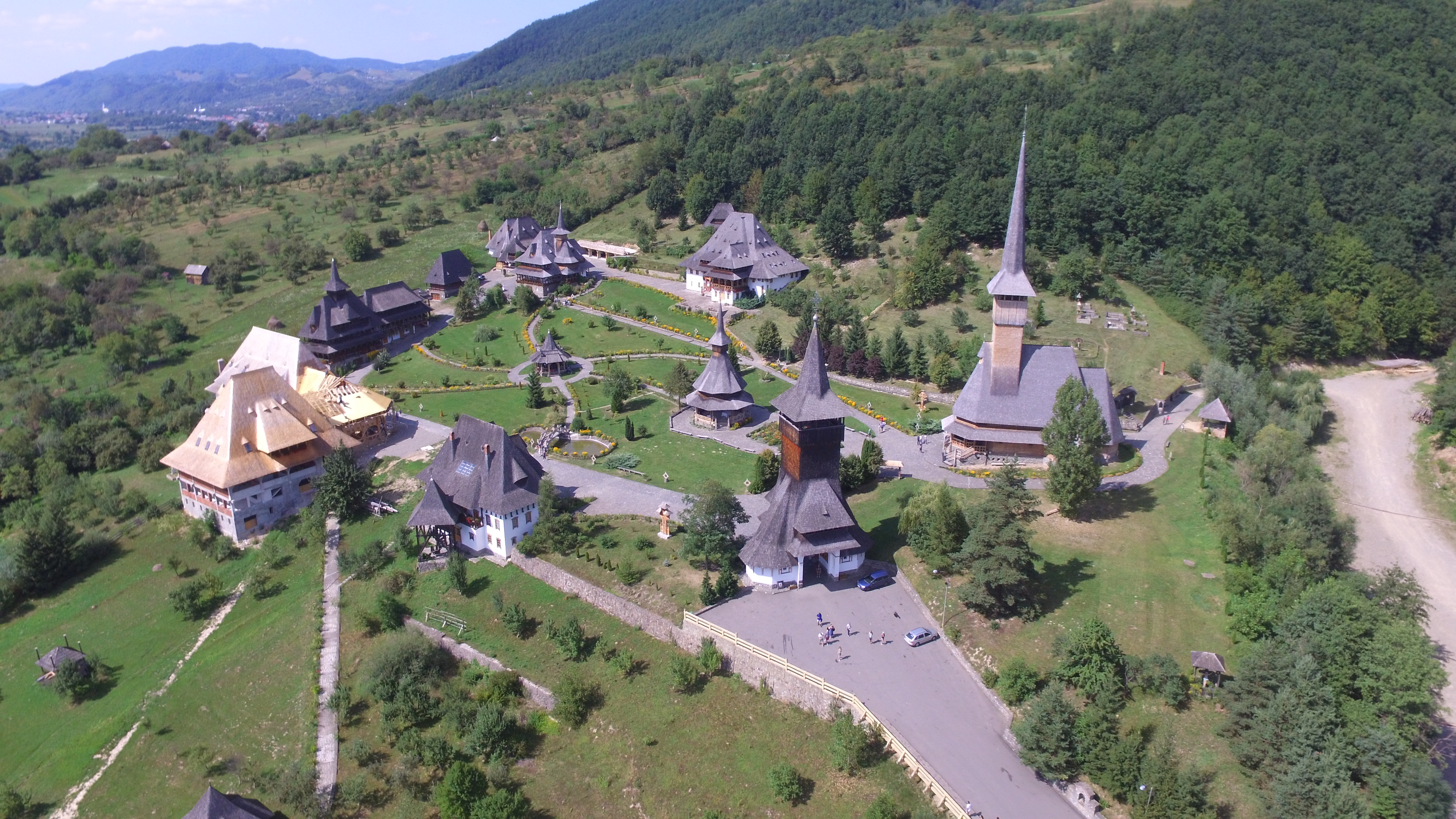
L'ensemble du monastère de Bârsana (1), jusqu'à récemment la plus haute église en bois du monde.
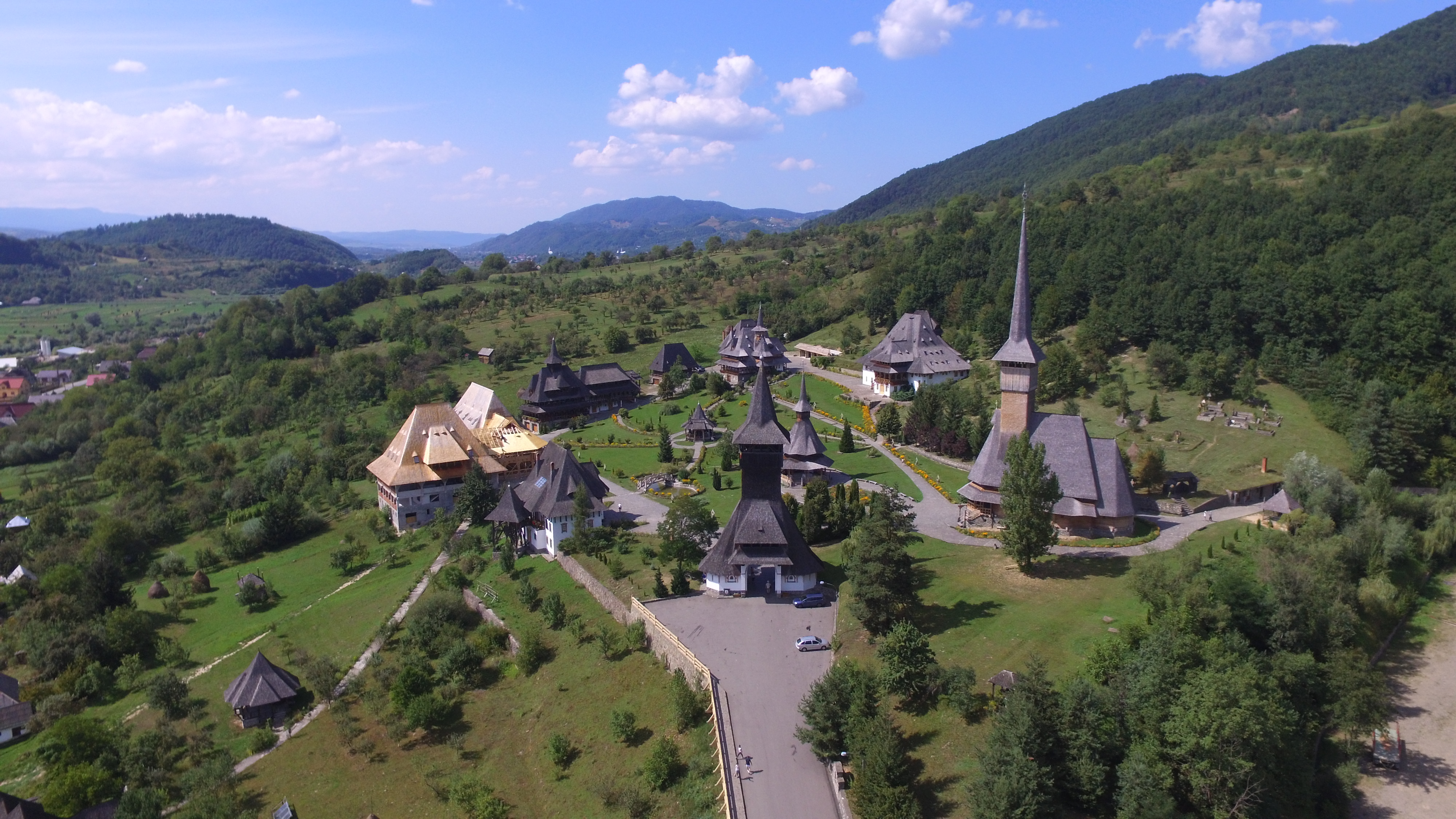
Ensemble du monastère de Bârsana (2).
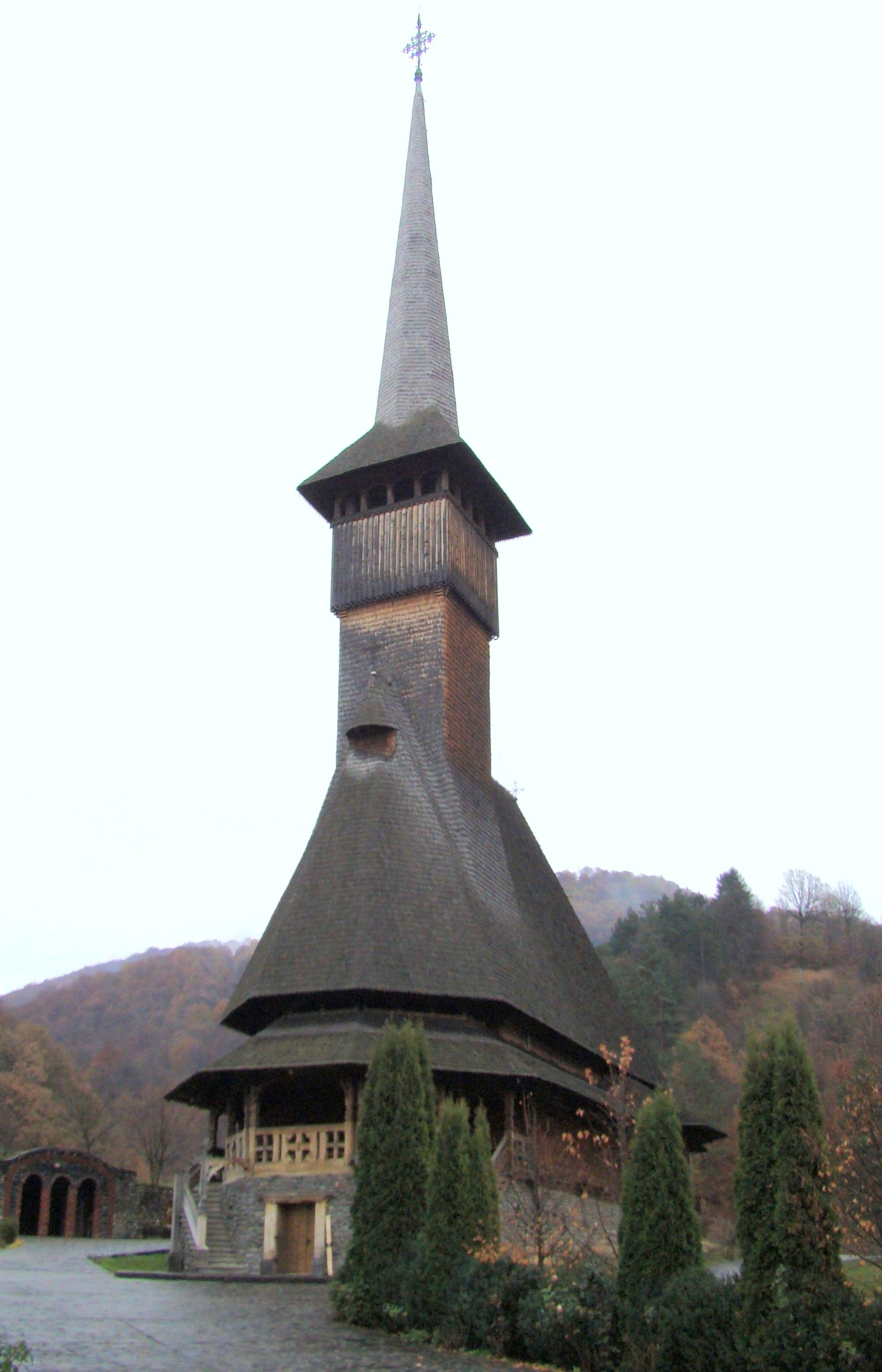
L'église en bois du monastère de Bârsana.
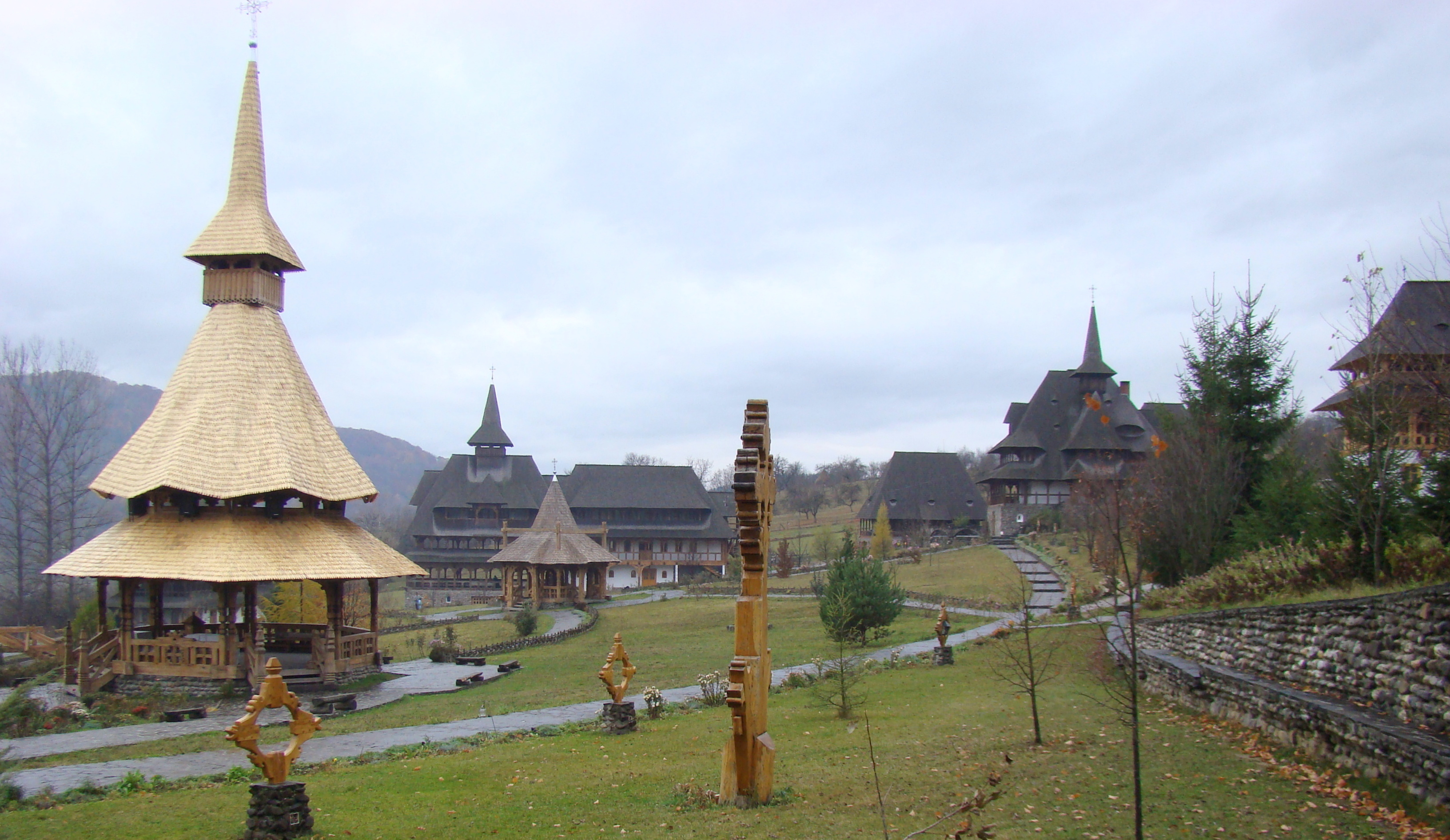
Monastère de Bârsana - Autel d'été.

## Galerie de photos

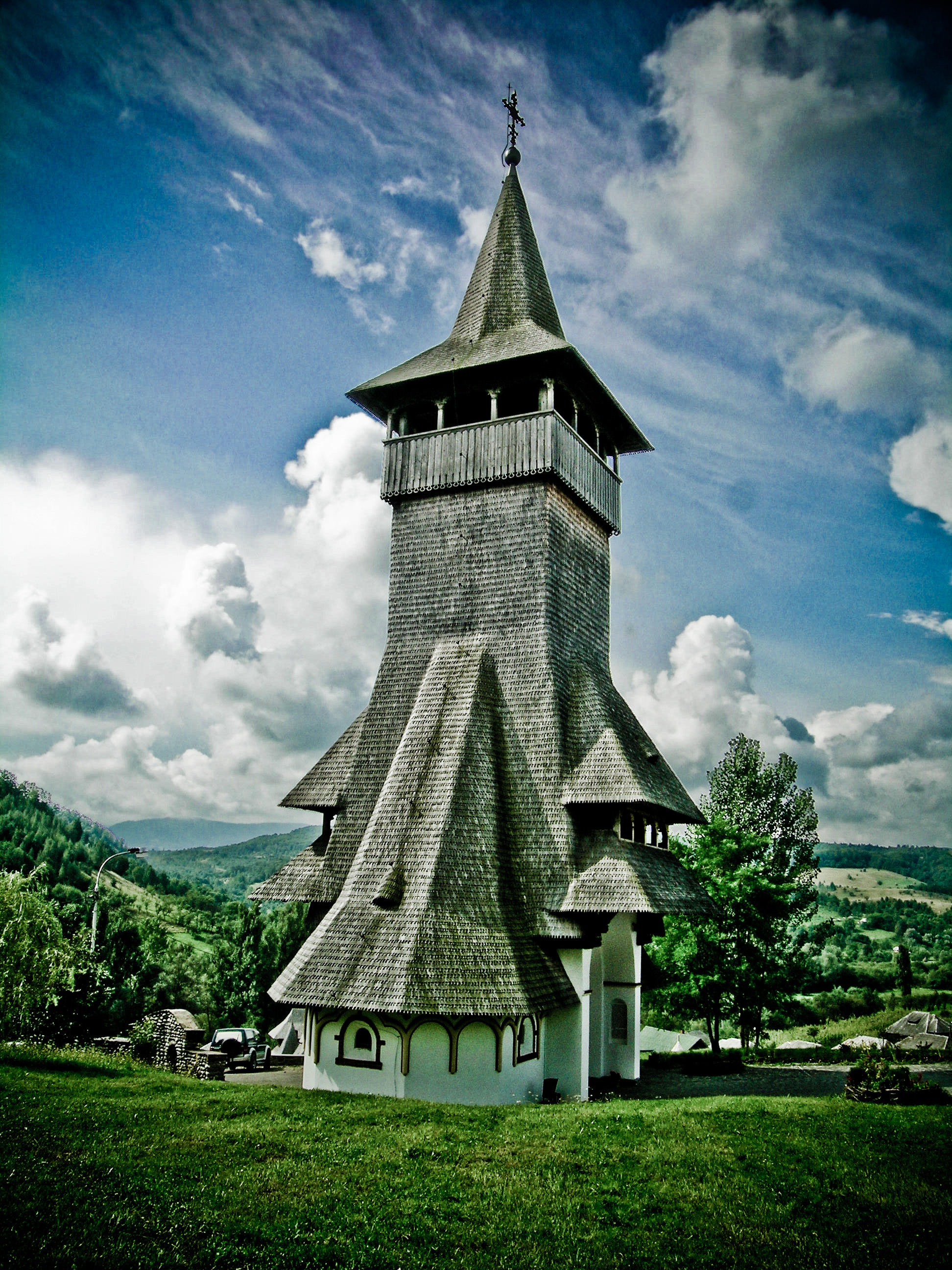
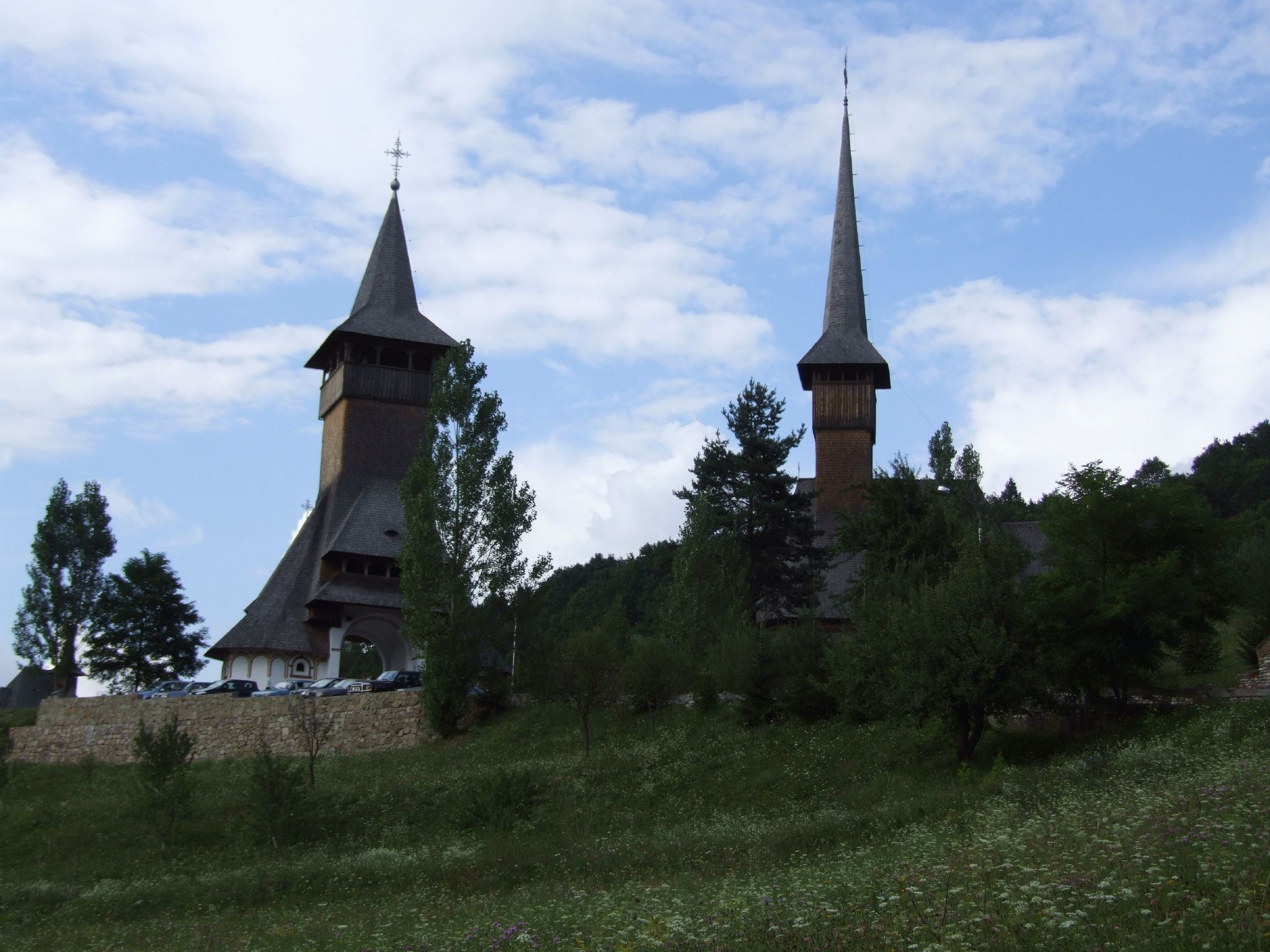
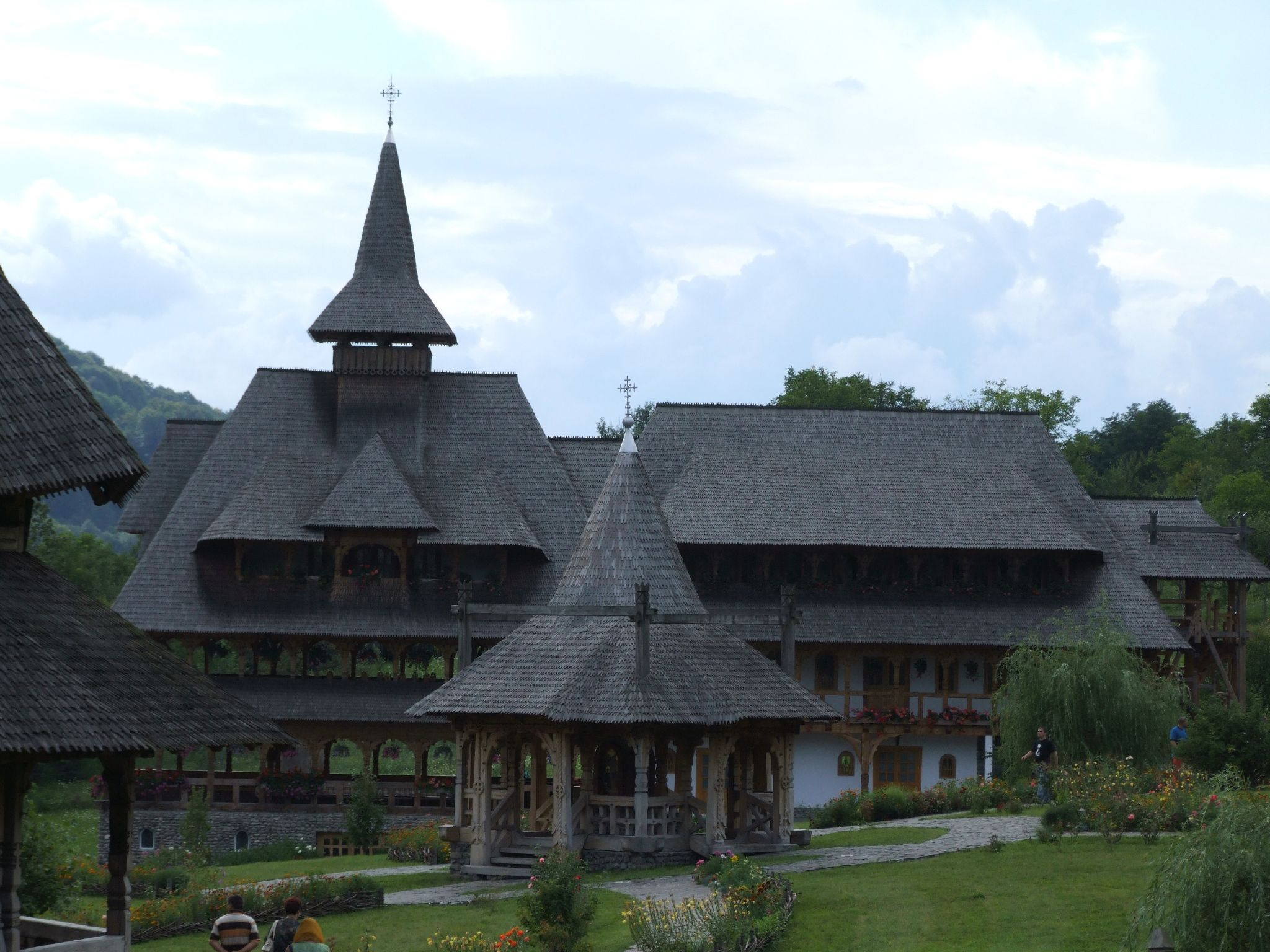
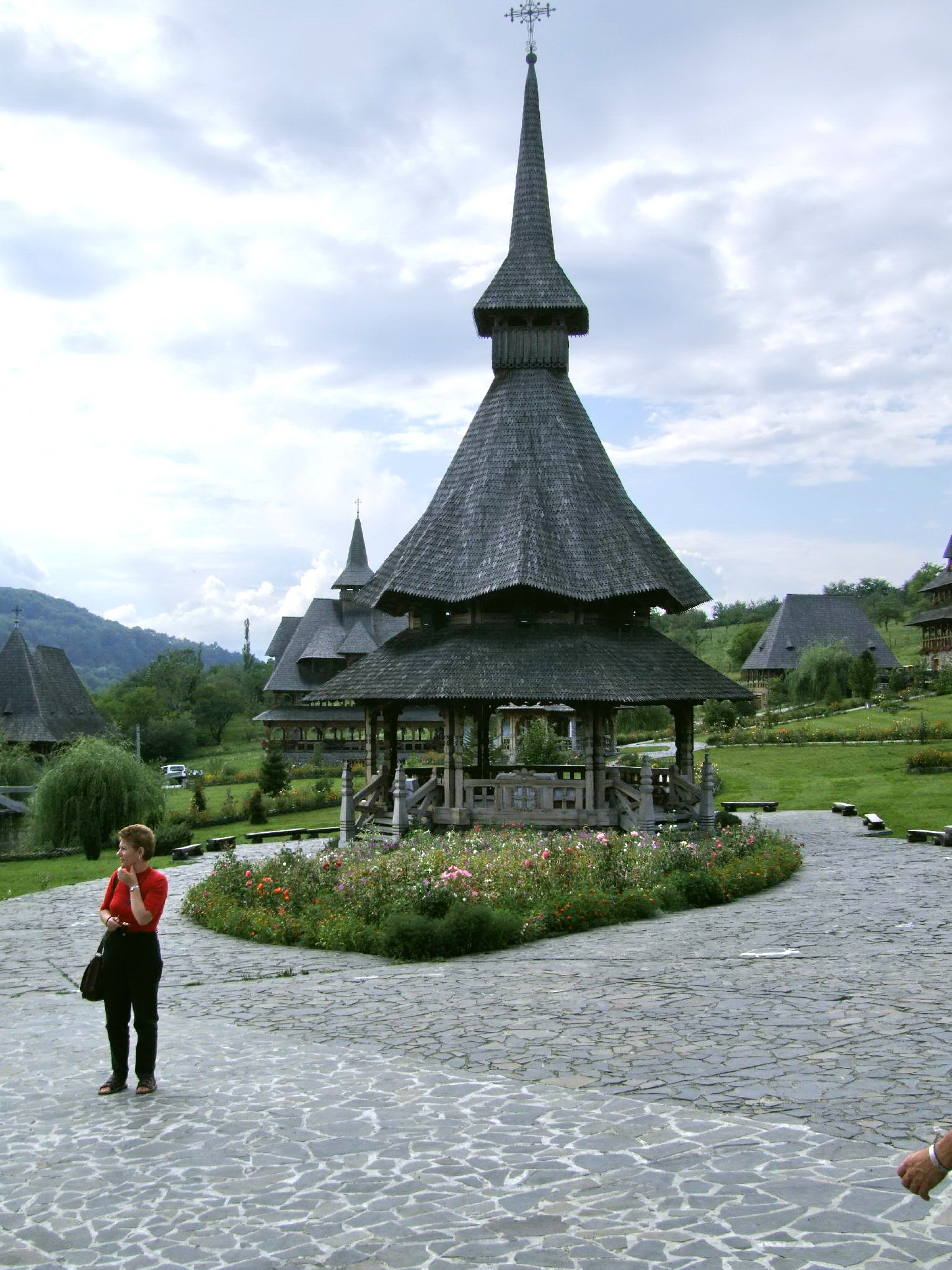
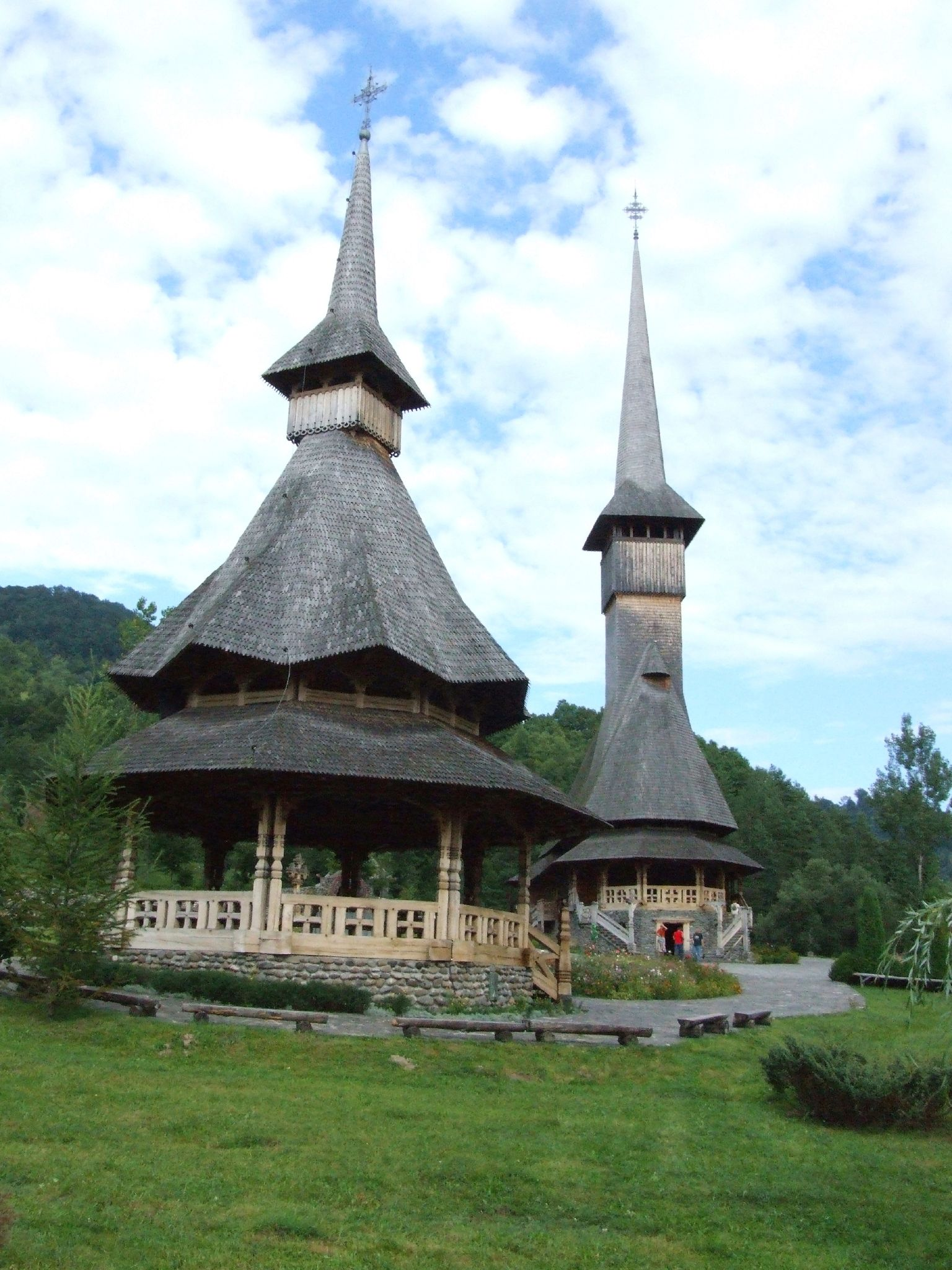
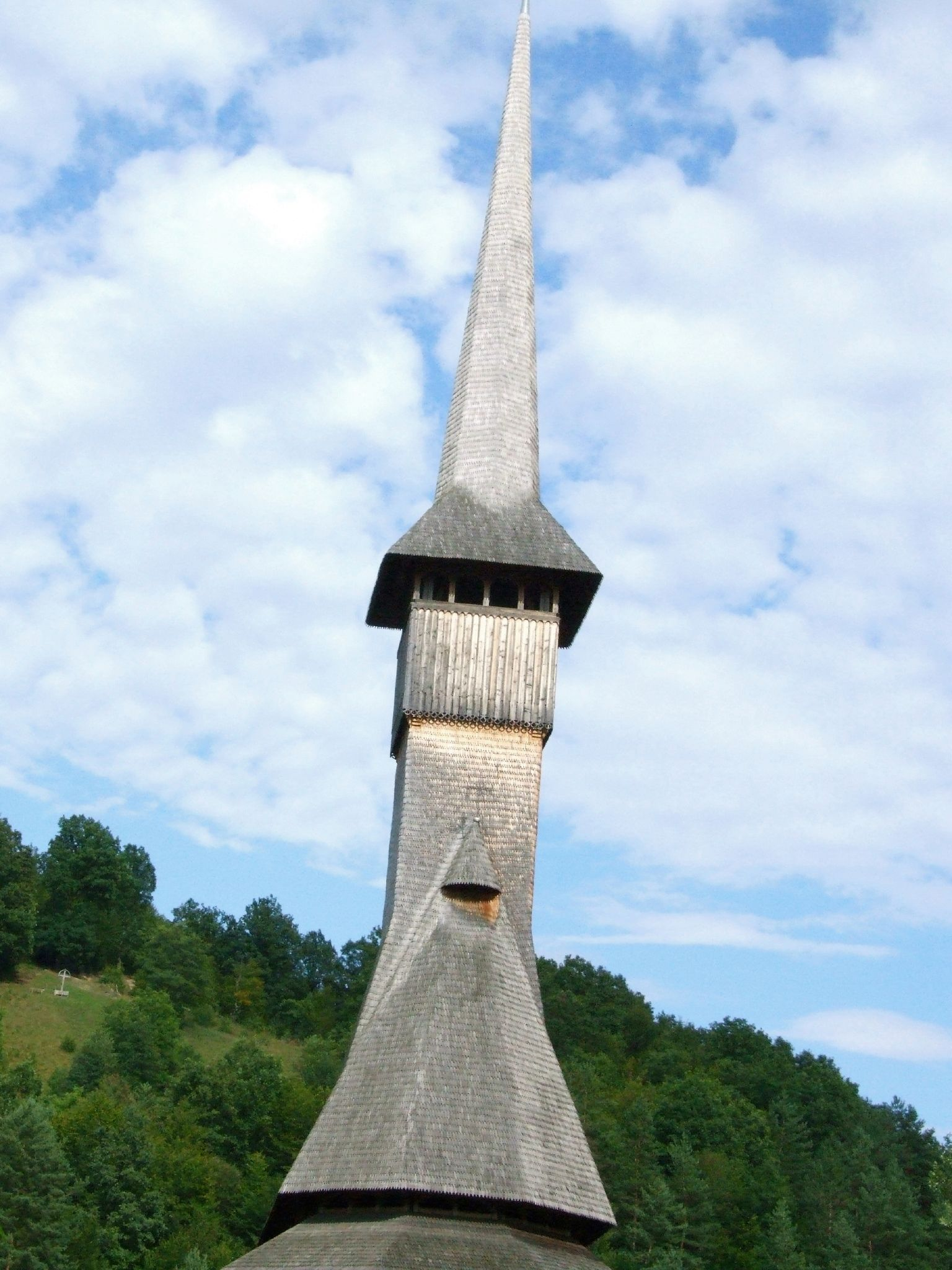

## Le monastère "Soborul Sfinților 12 Apostoli" à Bârsana, galerie d'images de 2009

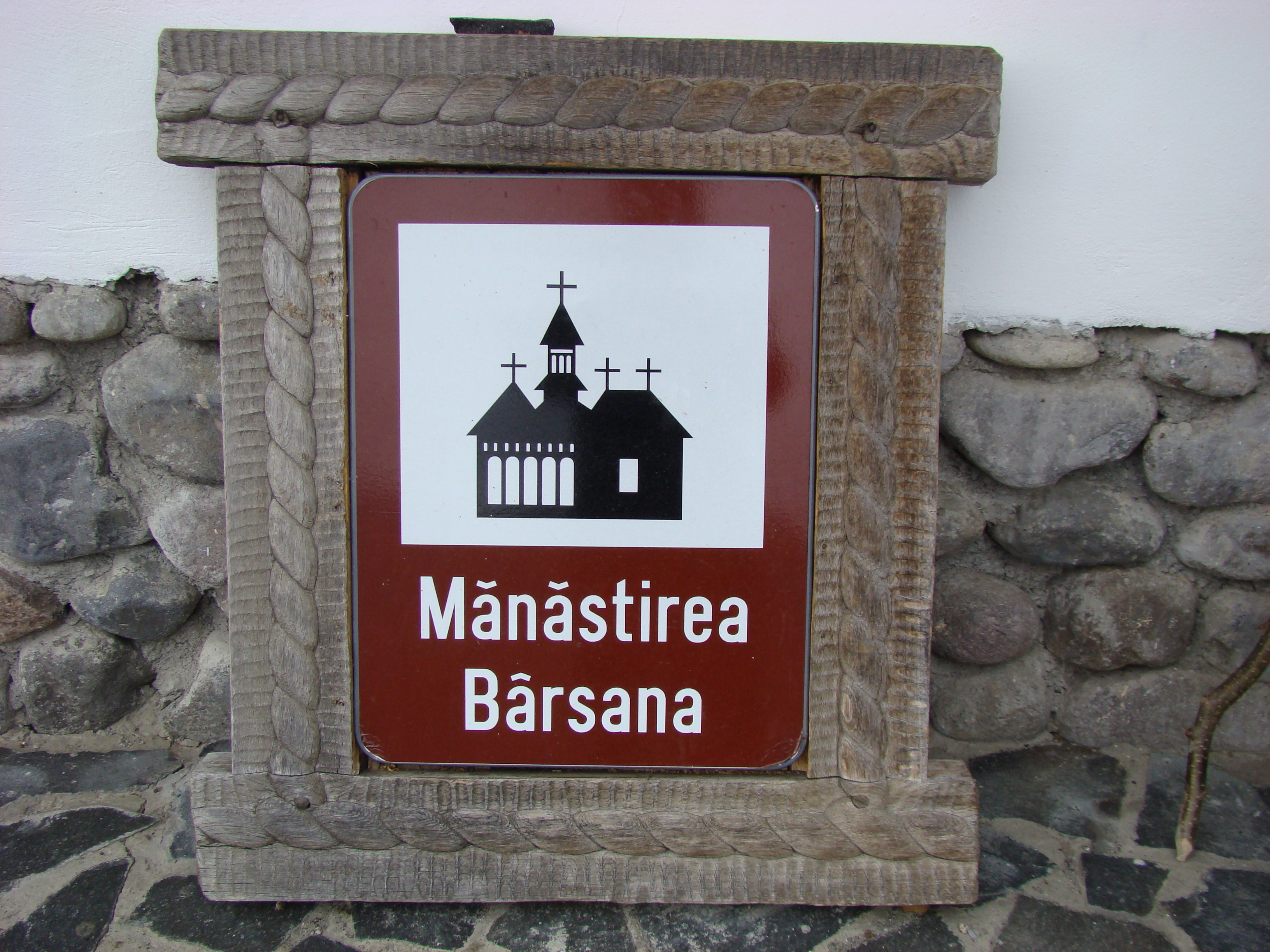
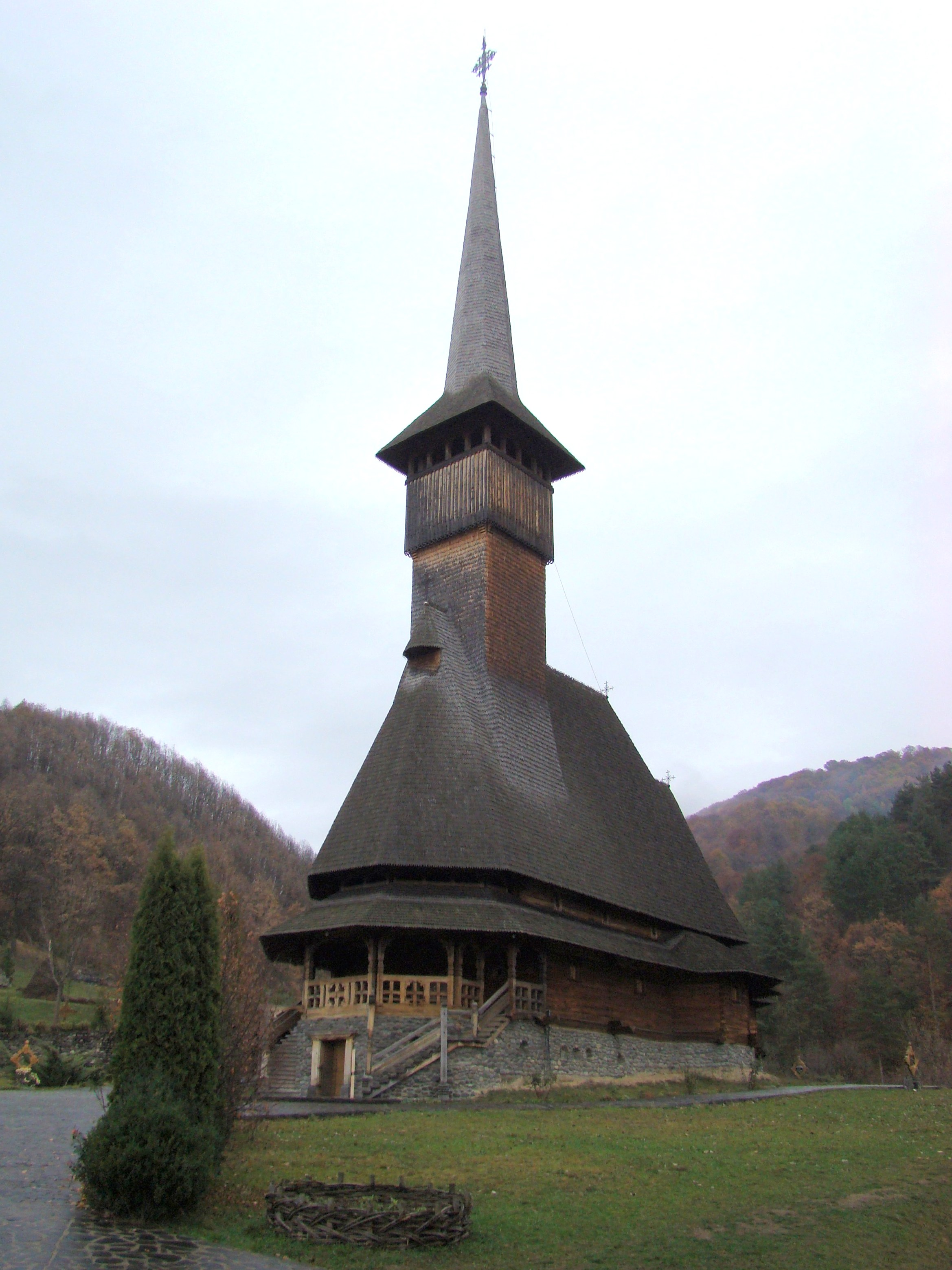
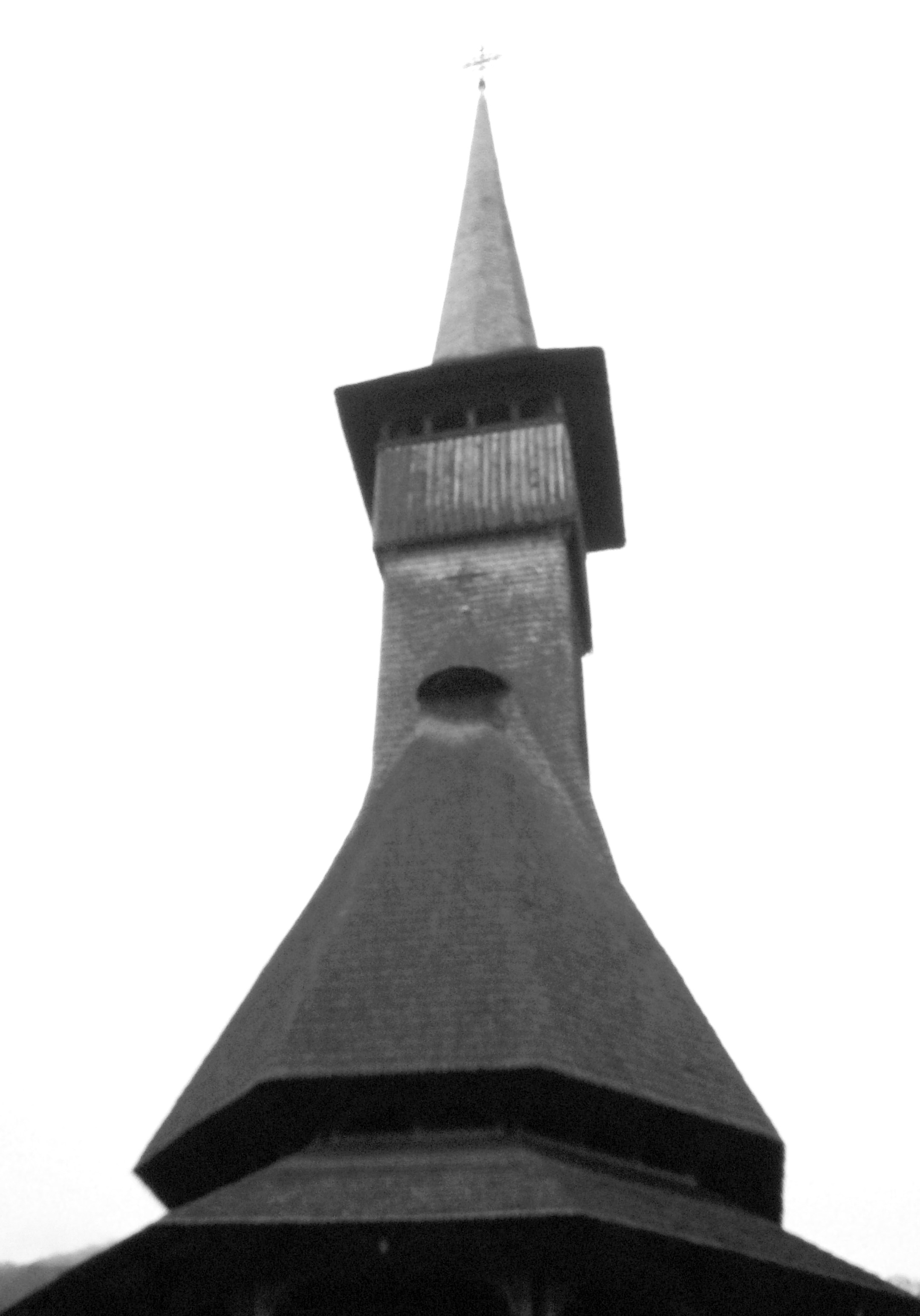
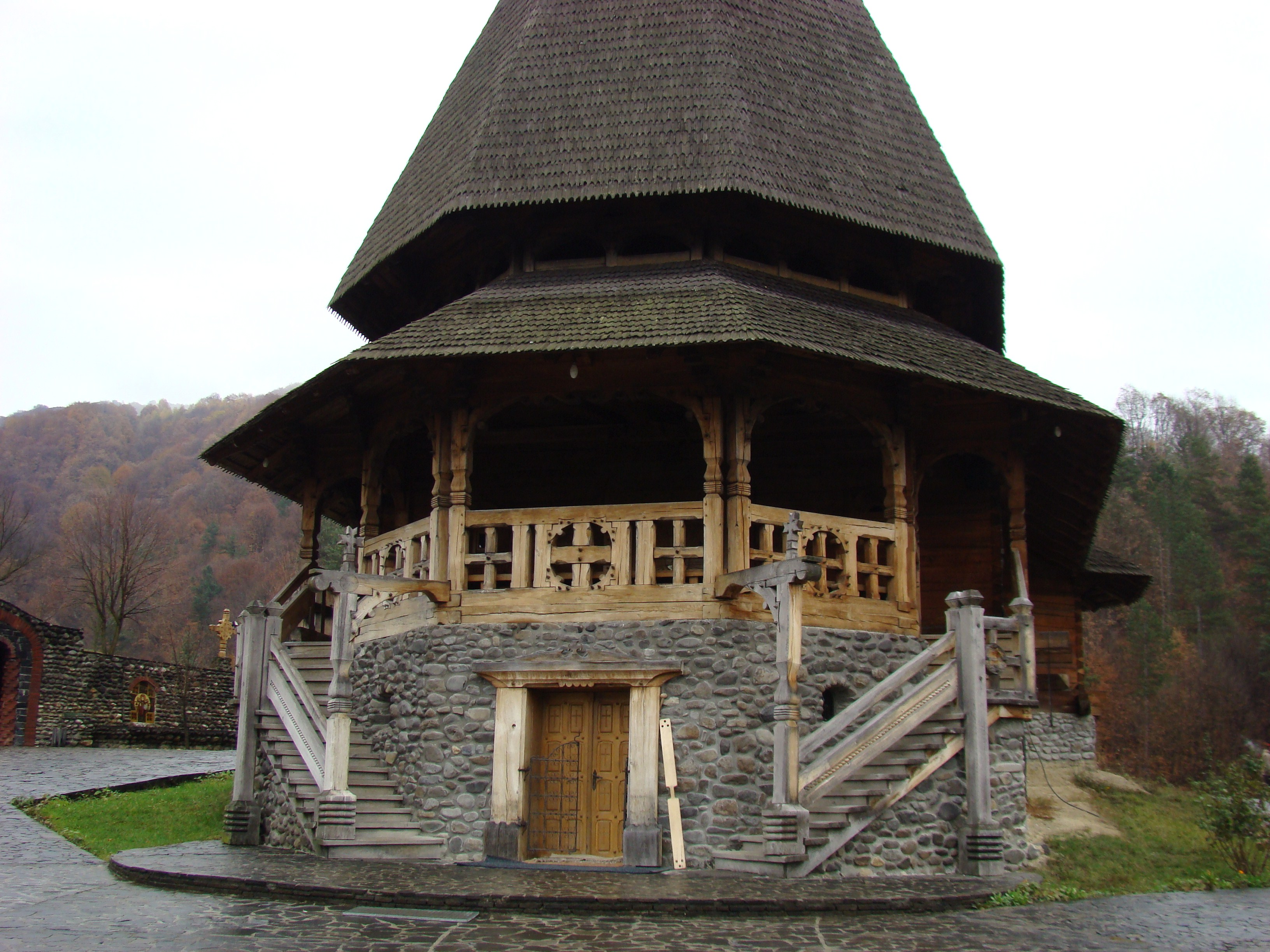
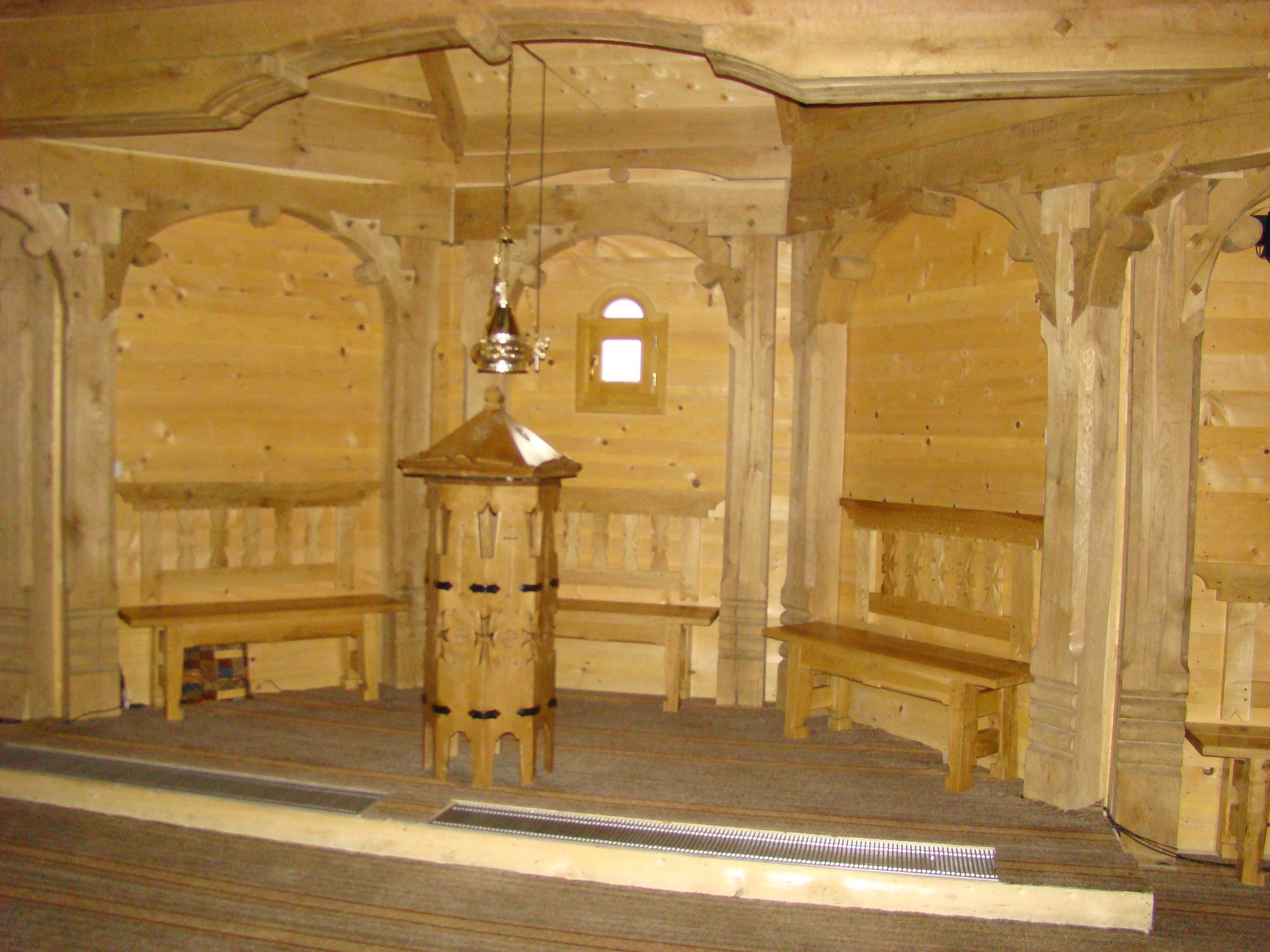
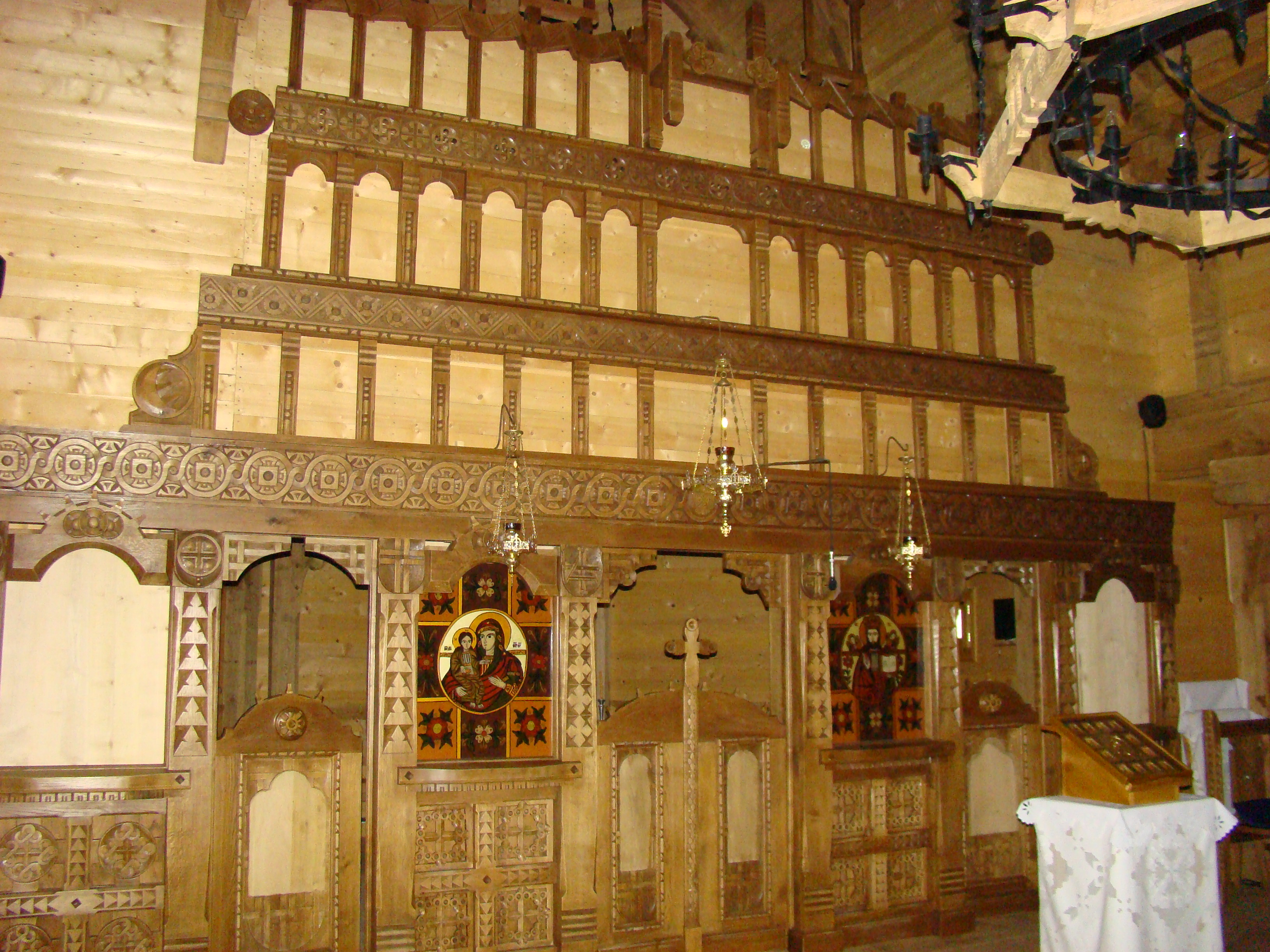
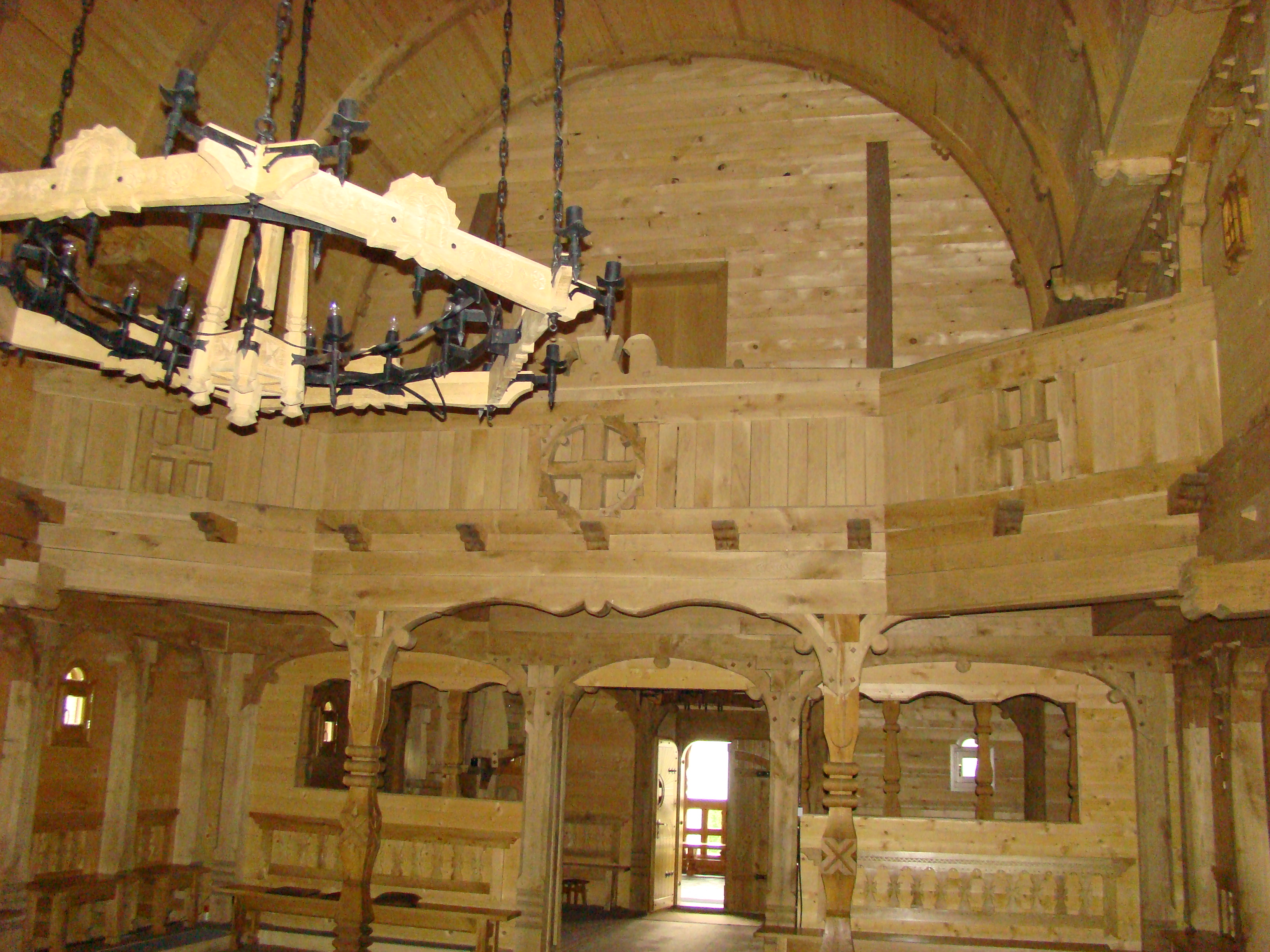
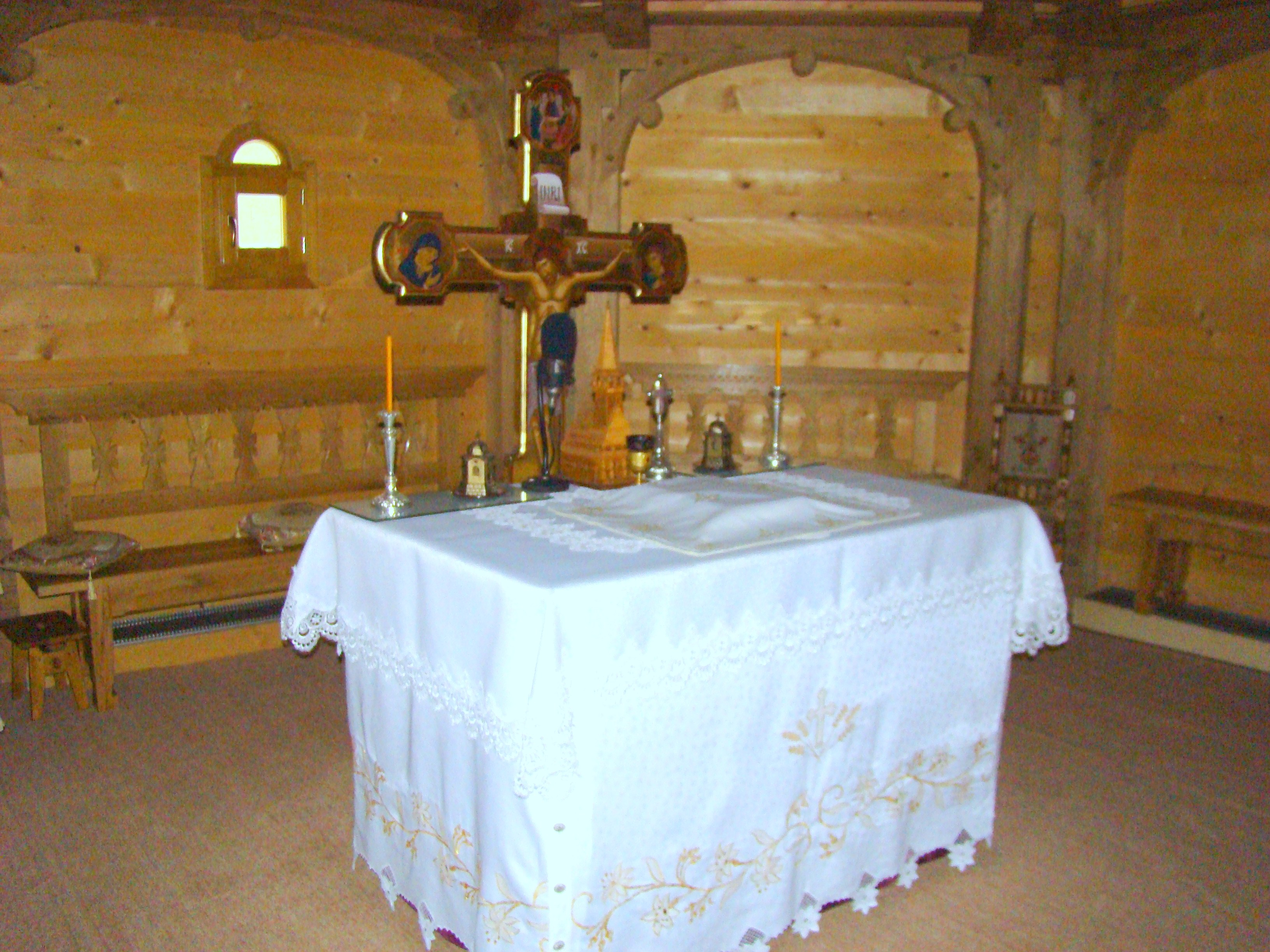
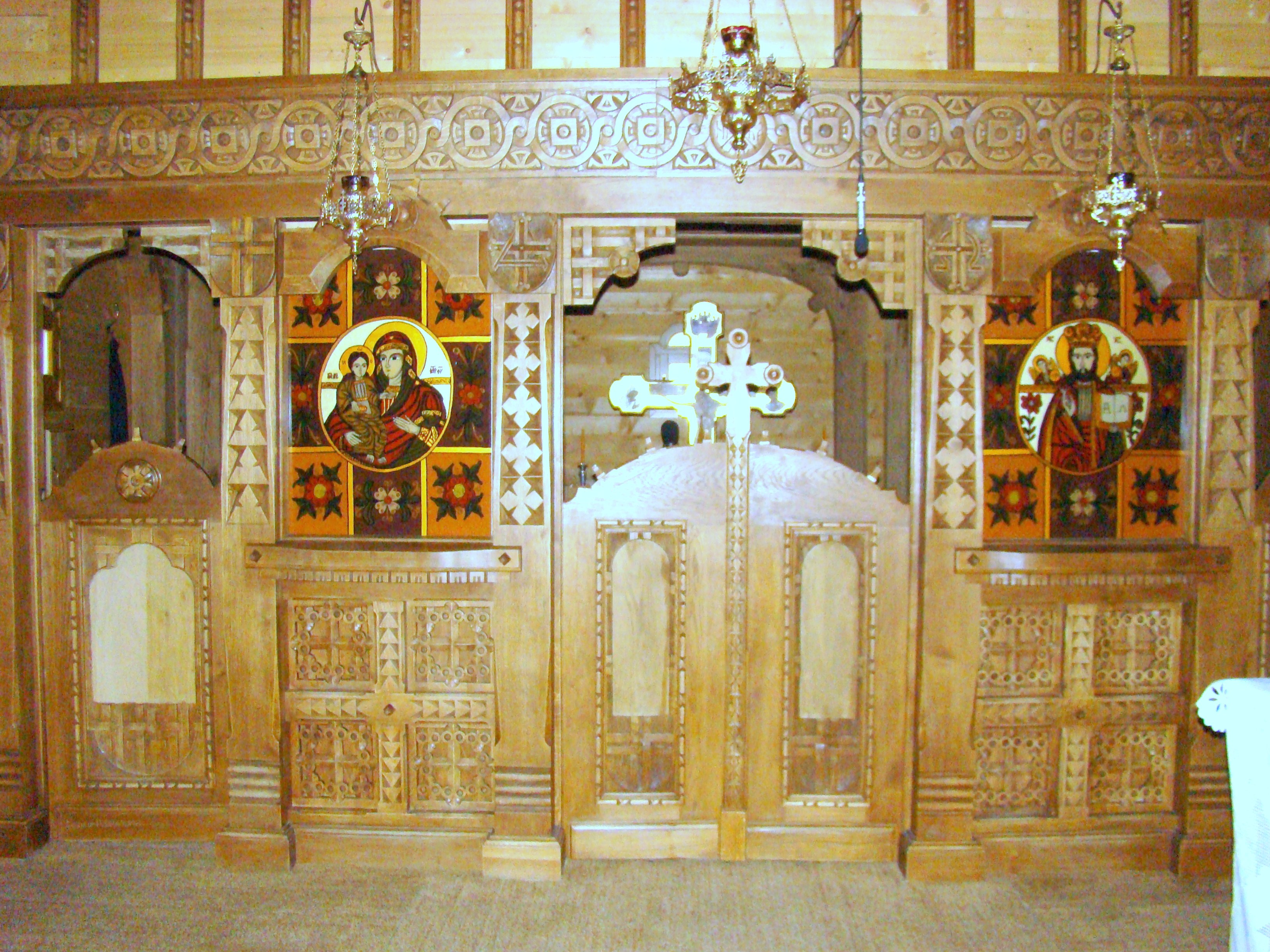
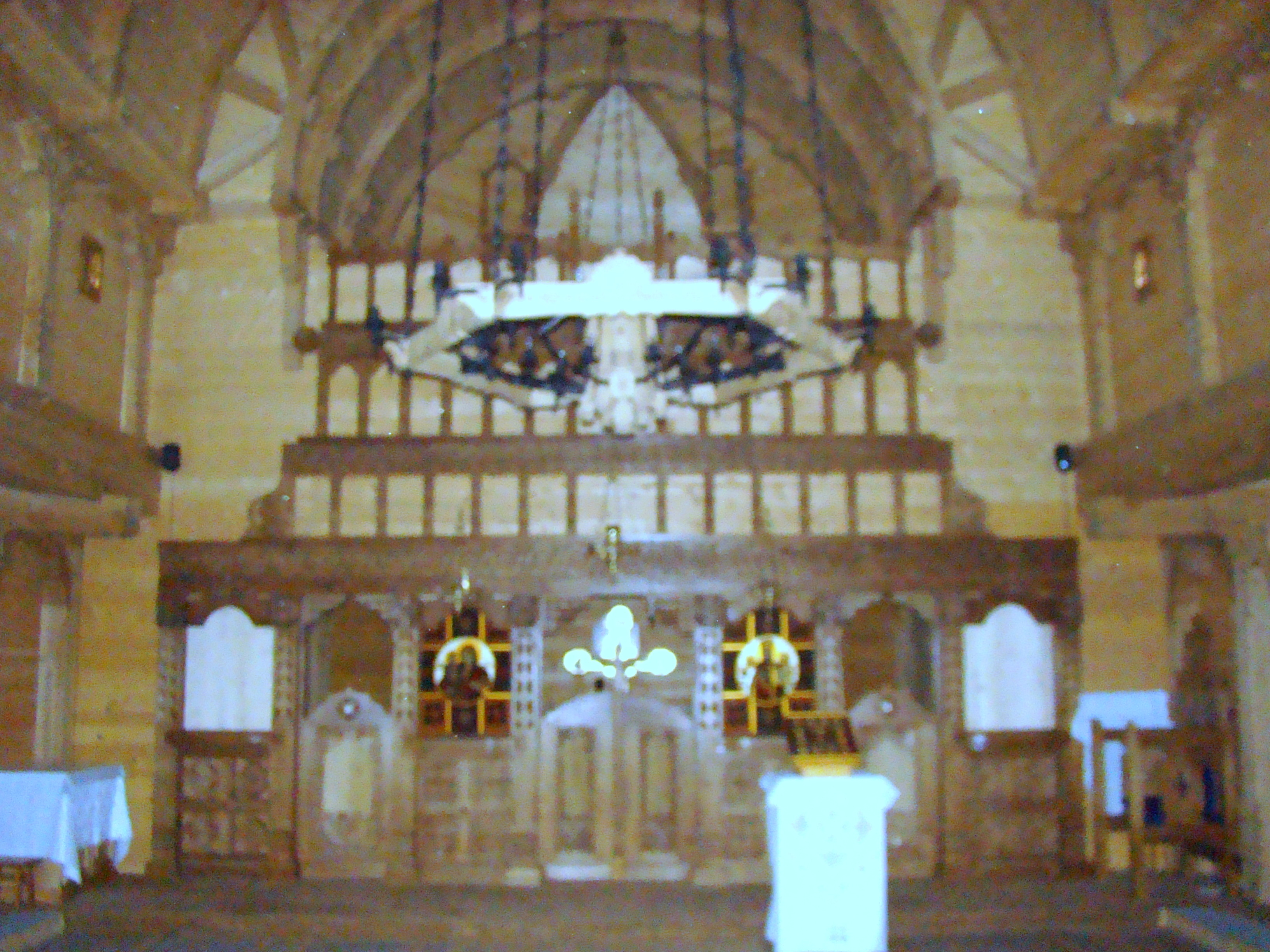
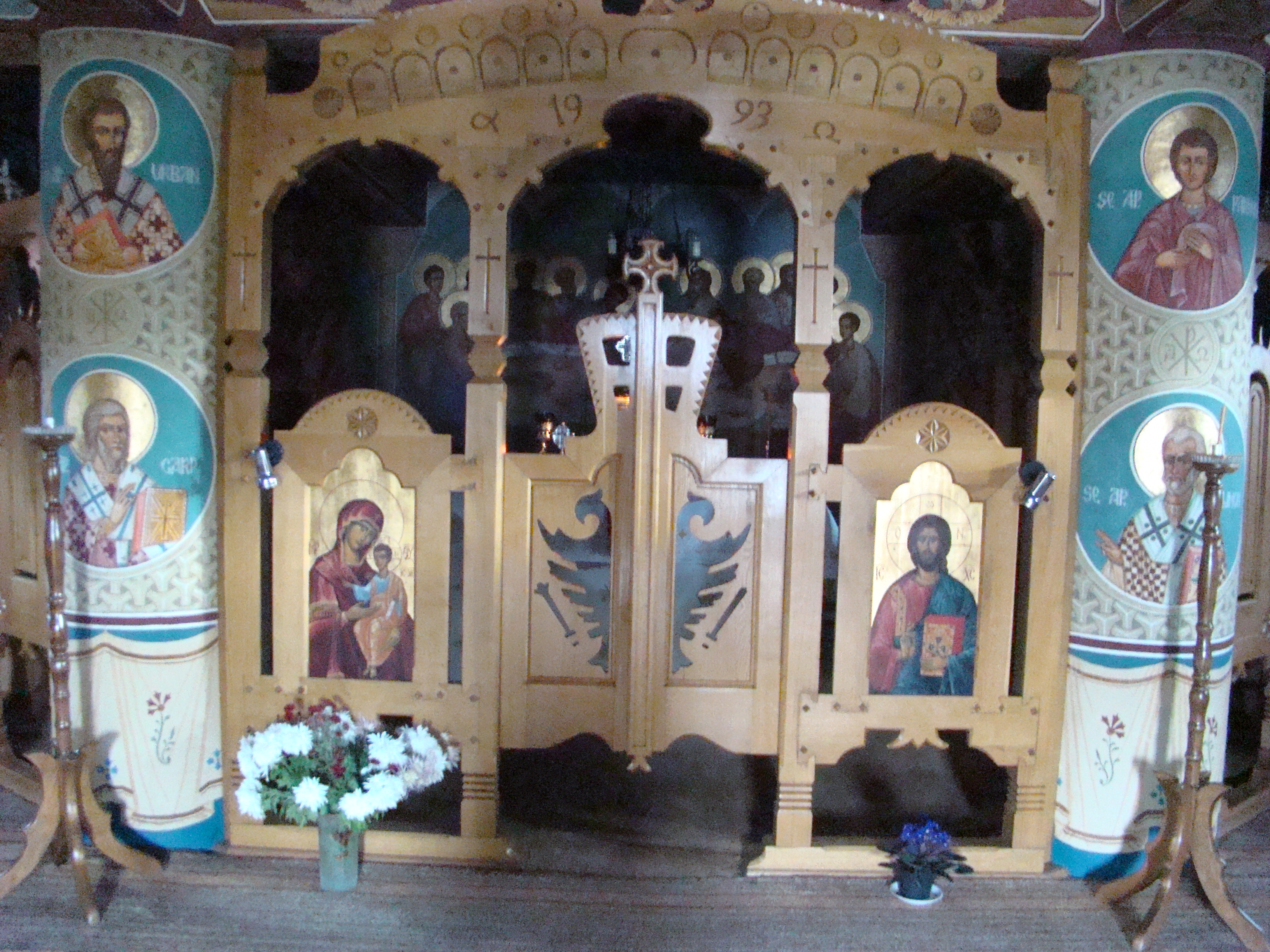
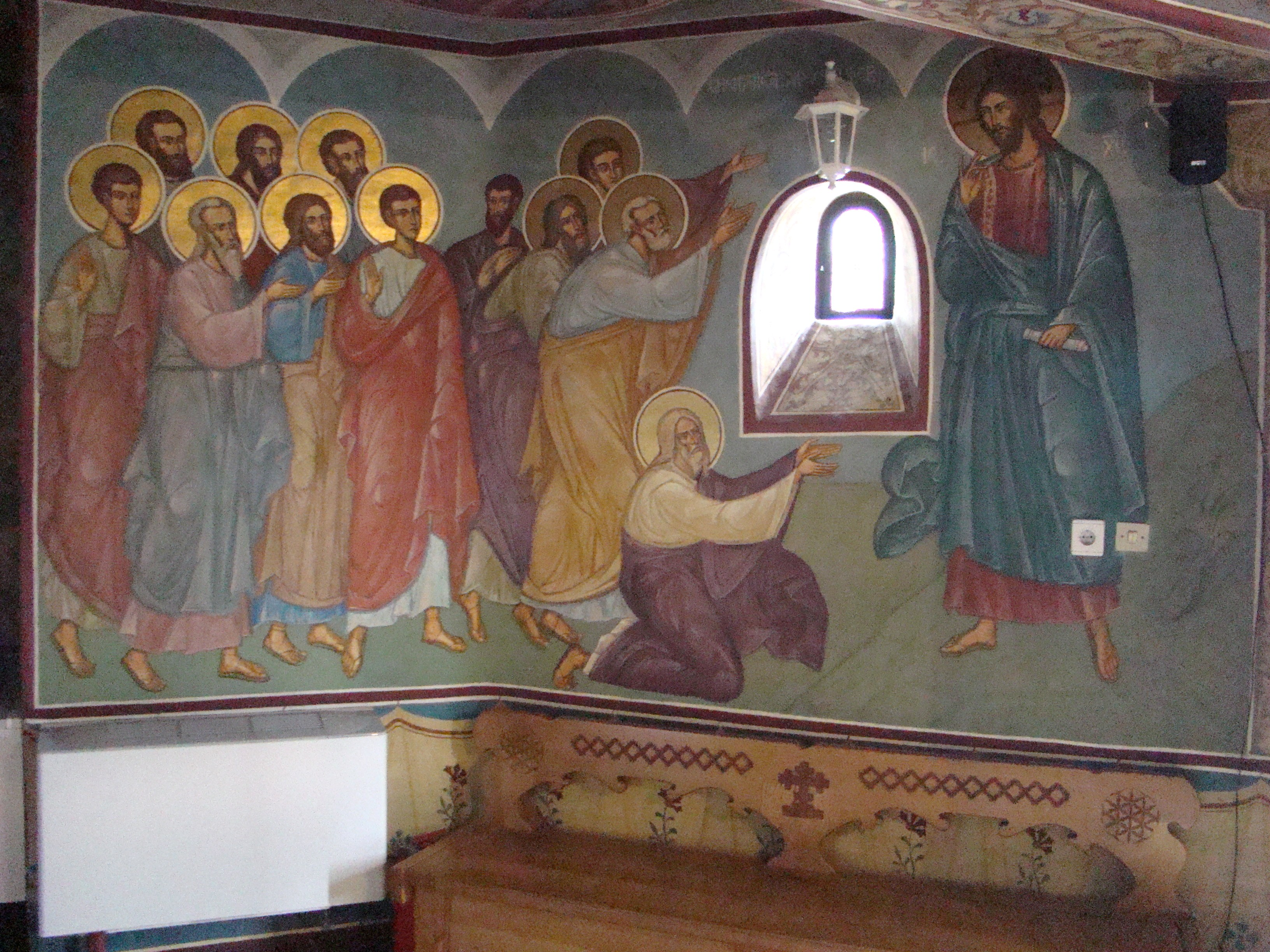
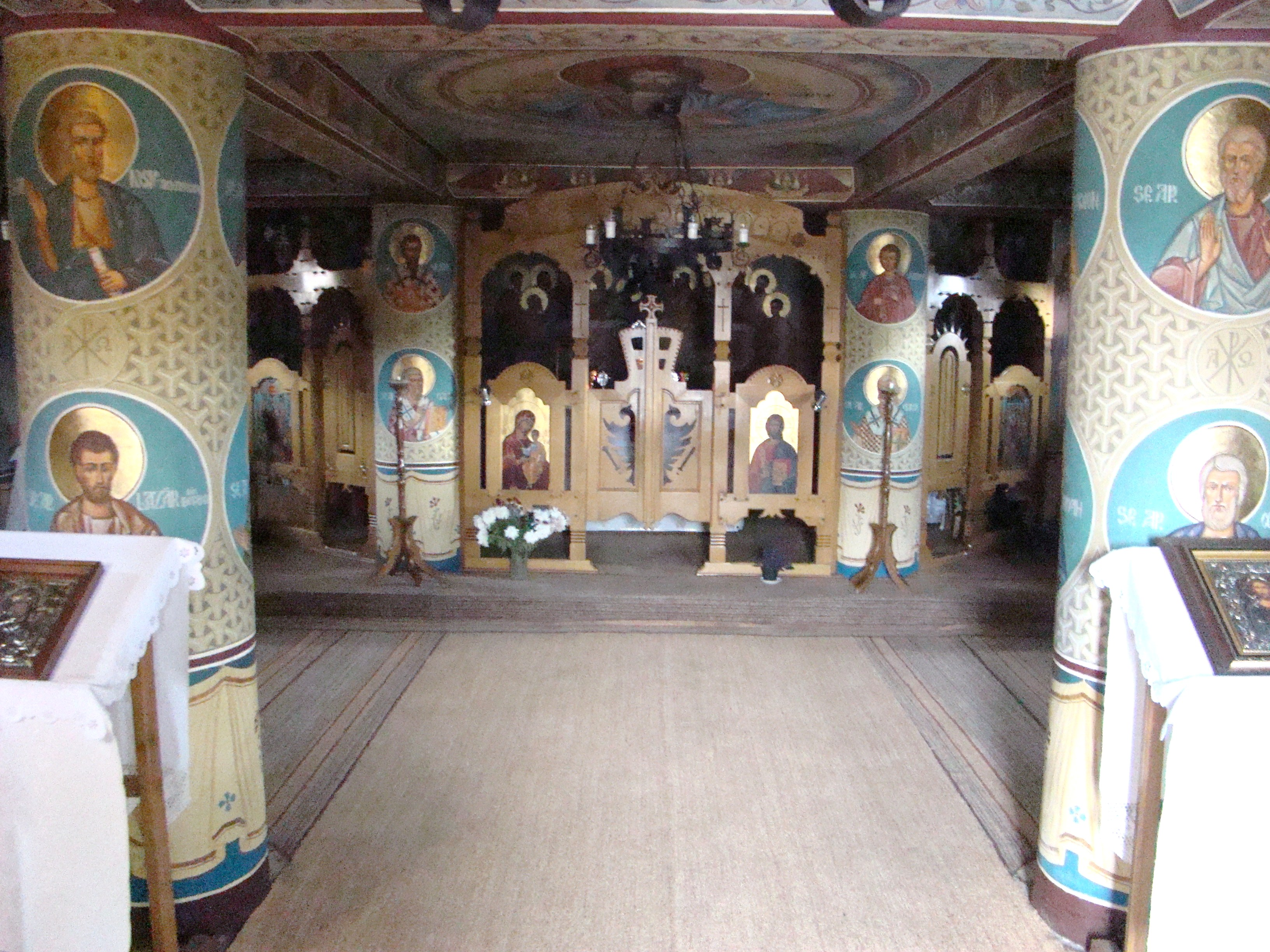
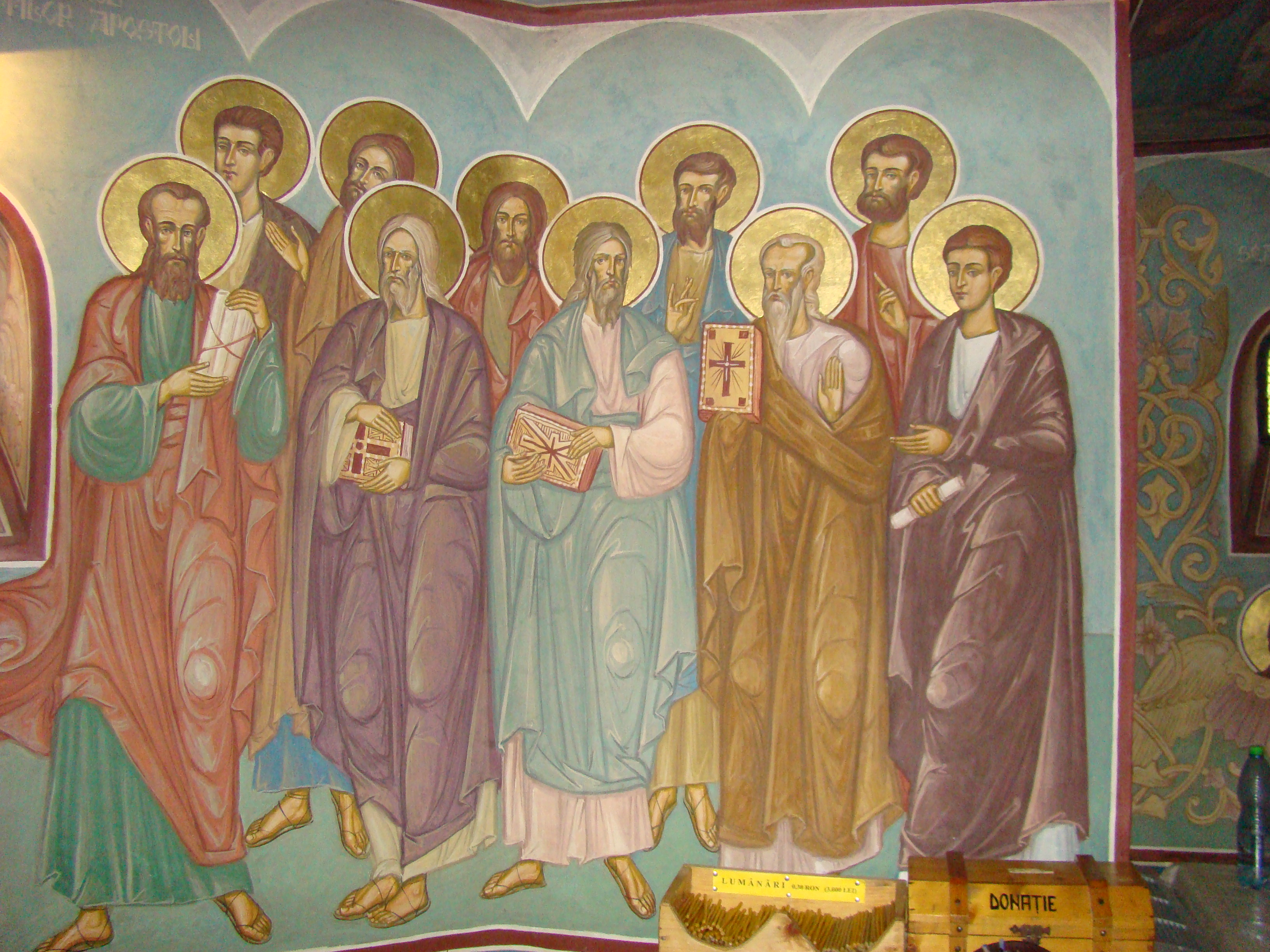
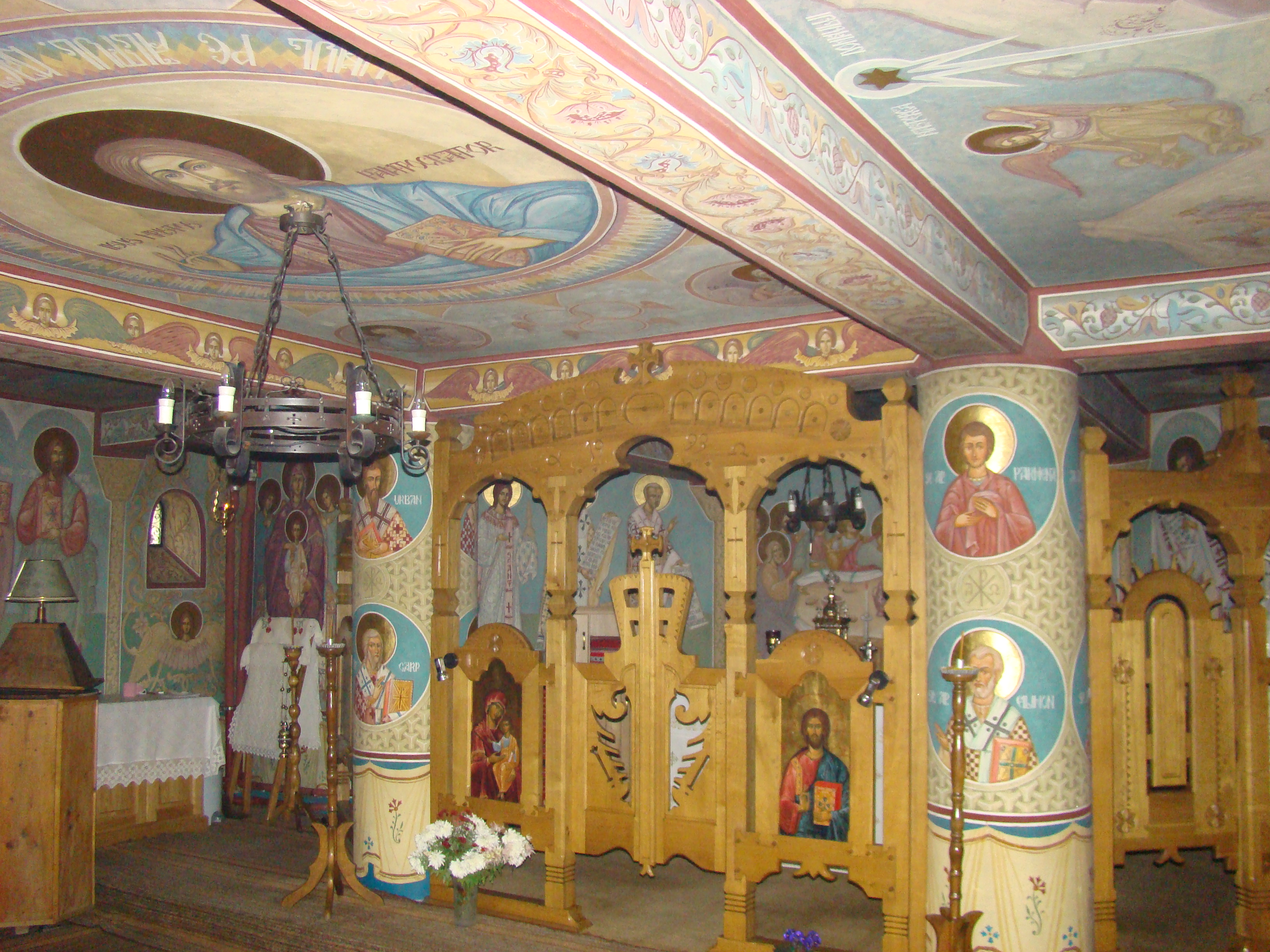
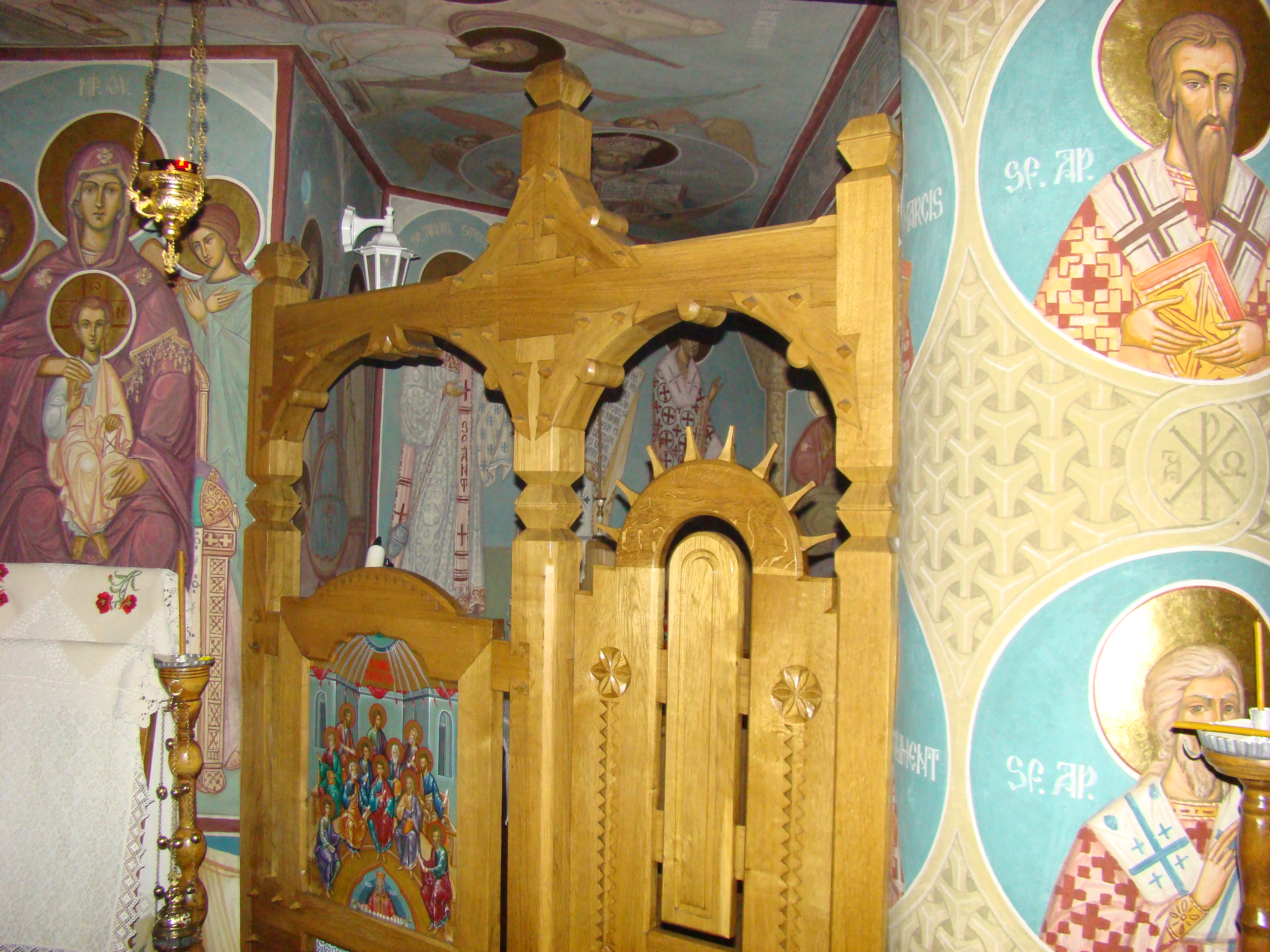
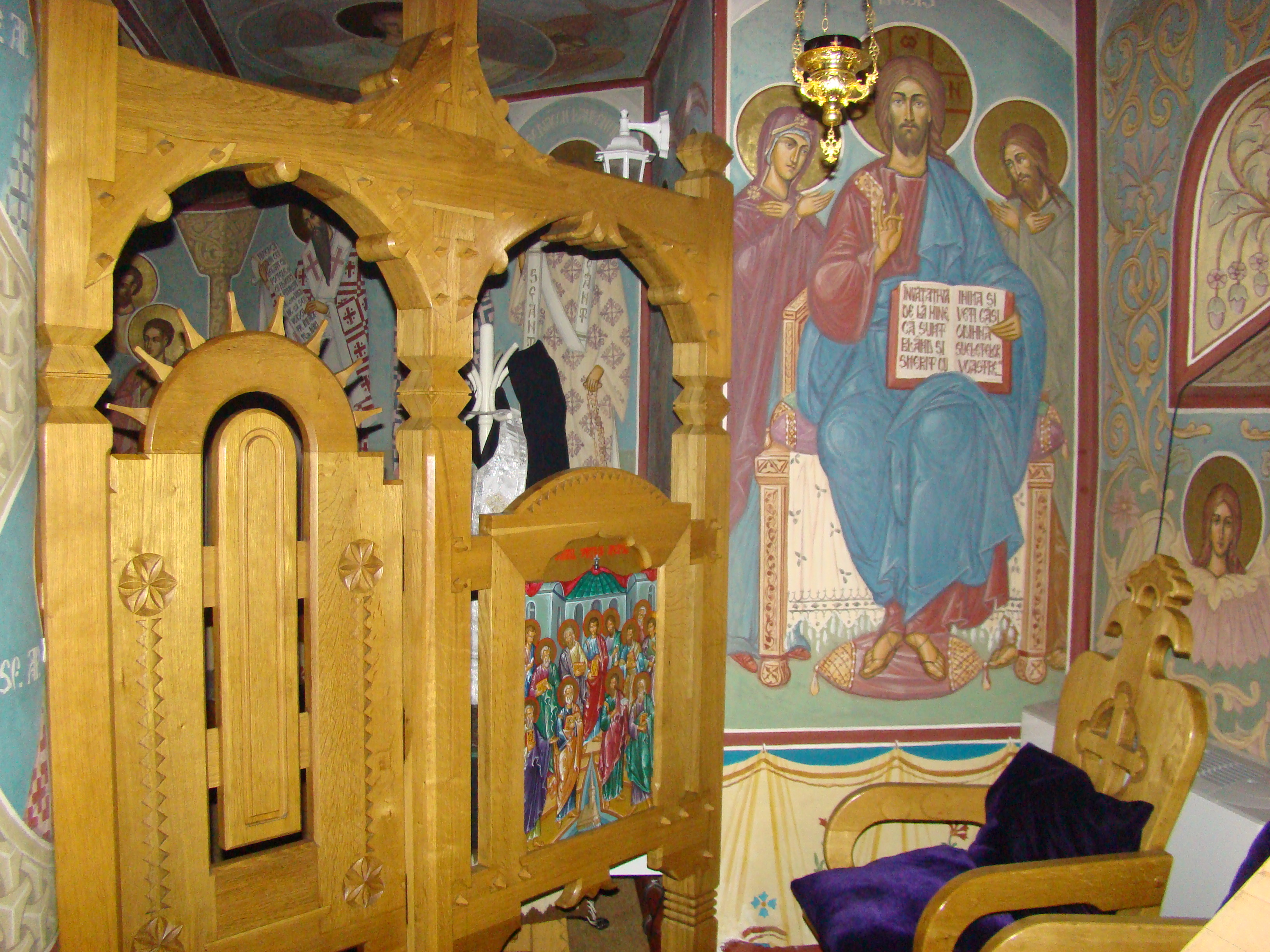
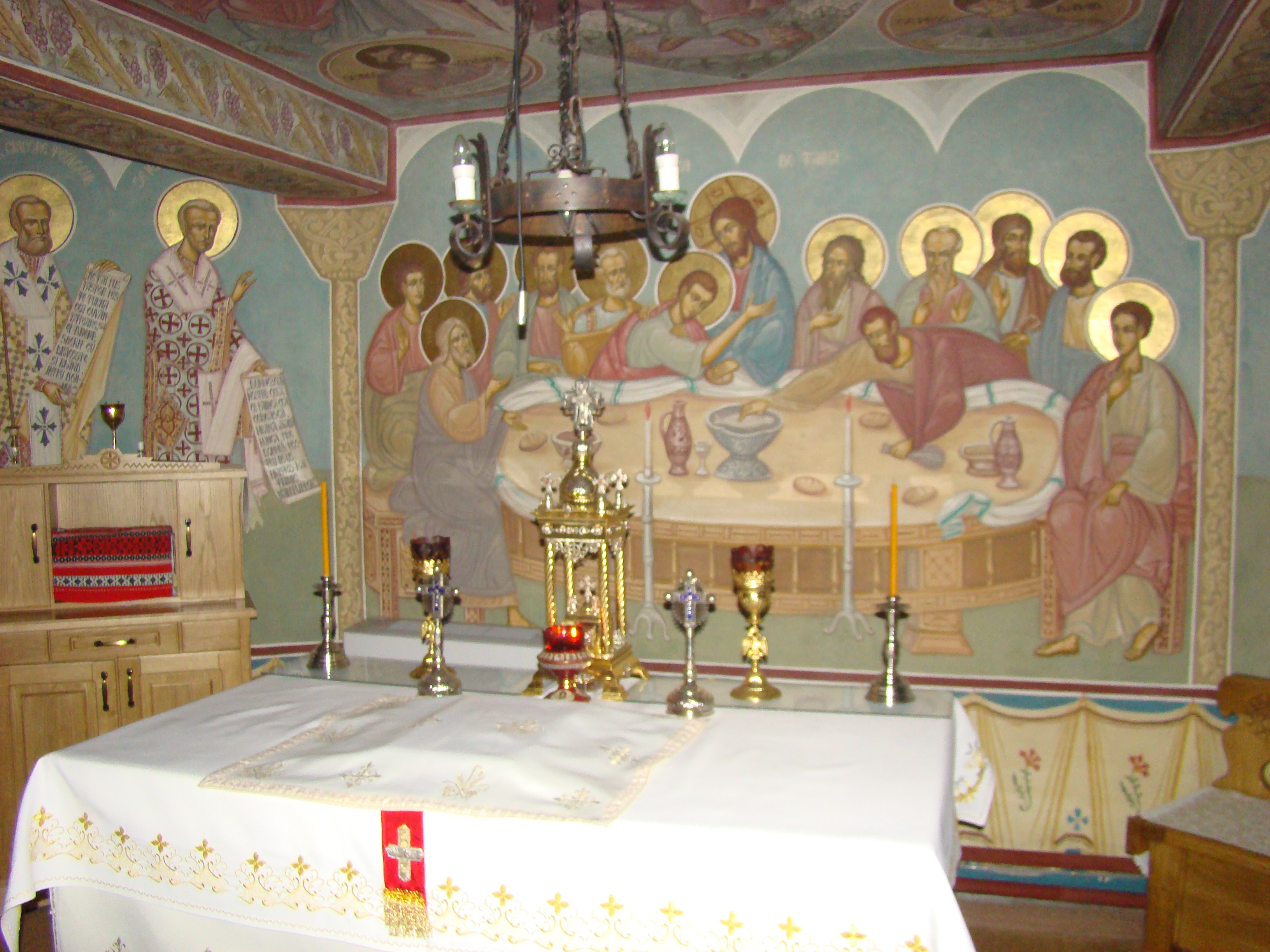
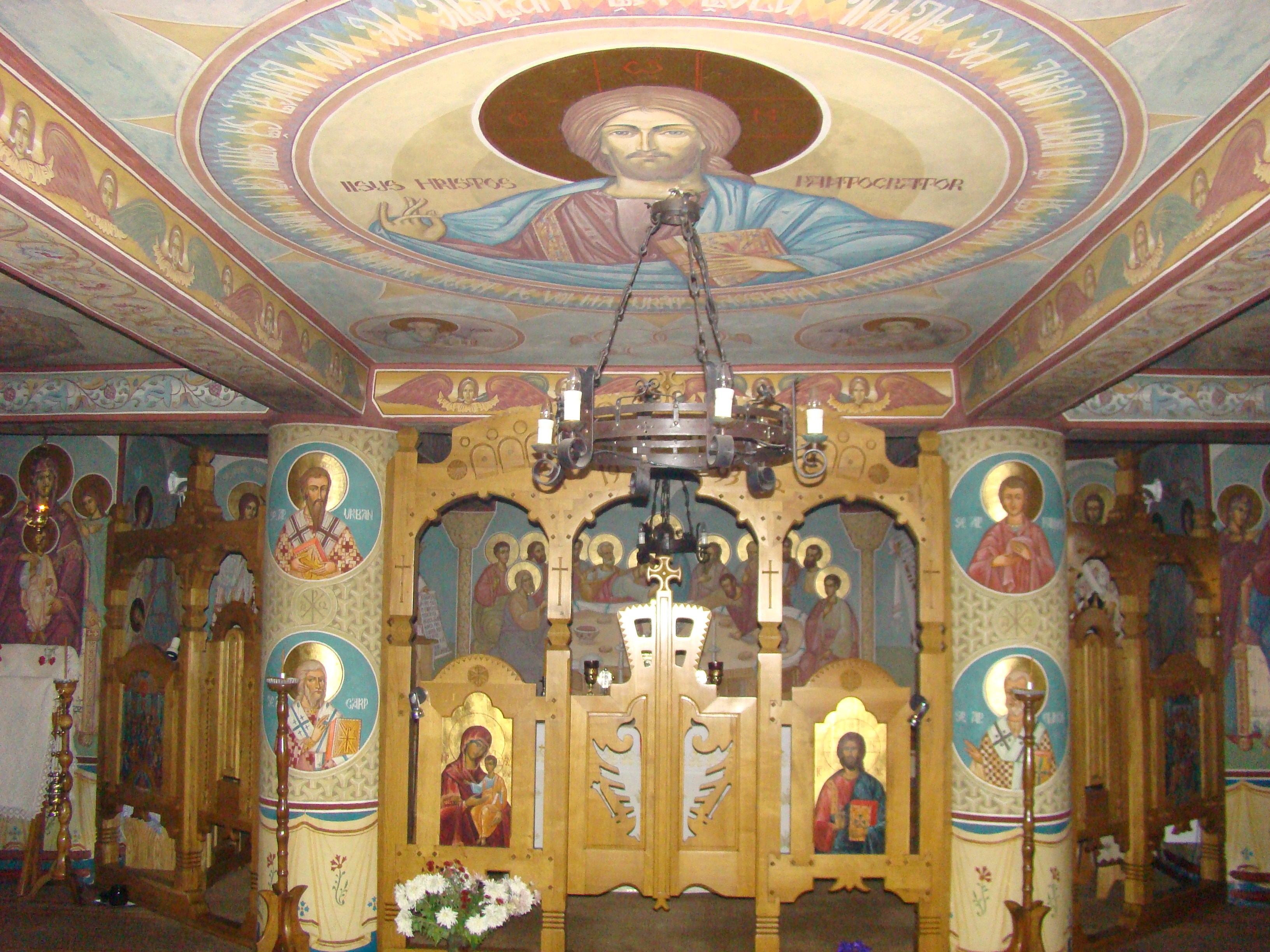
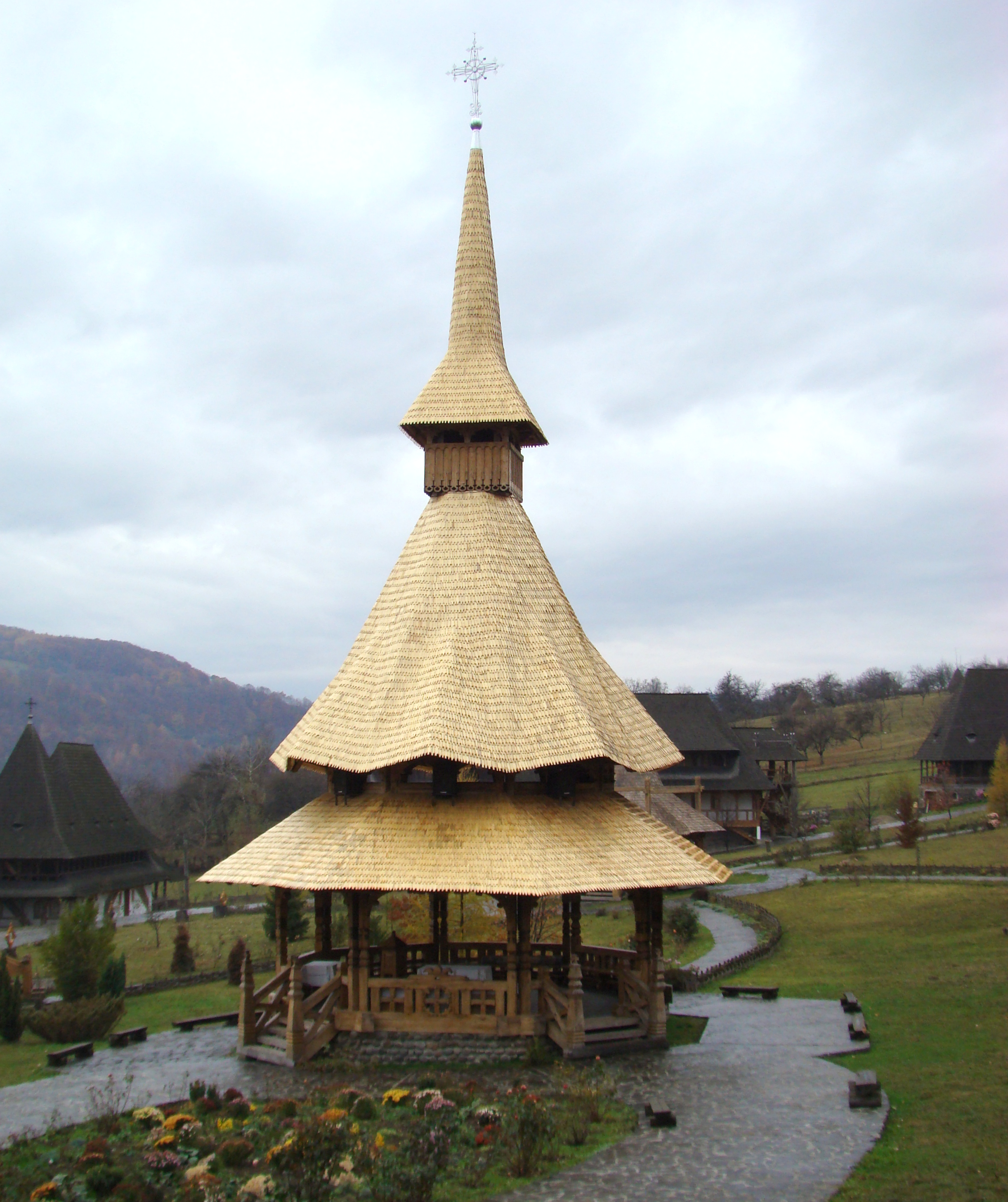
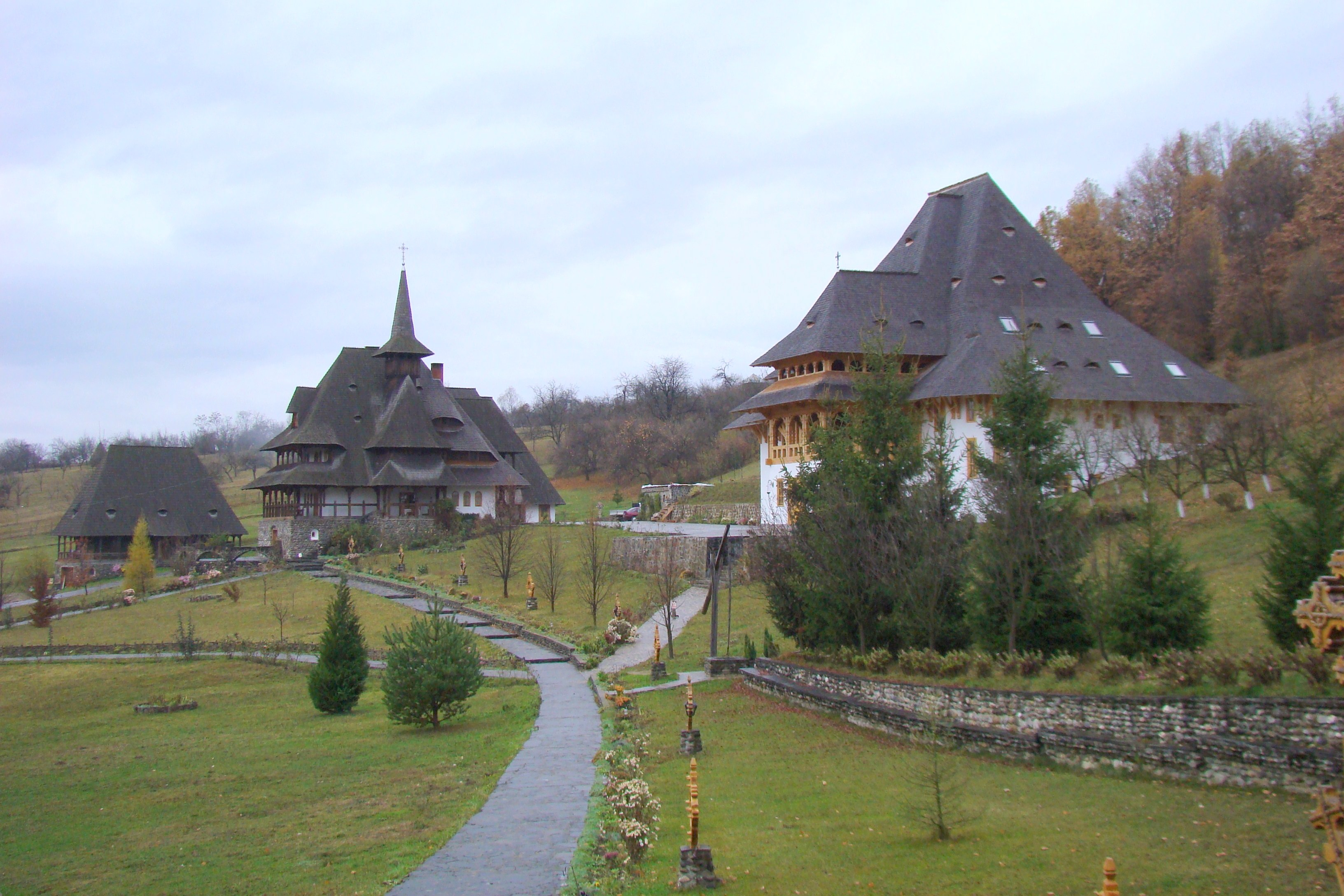
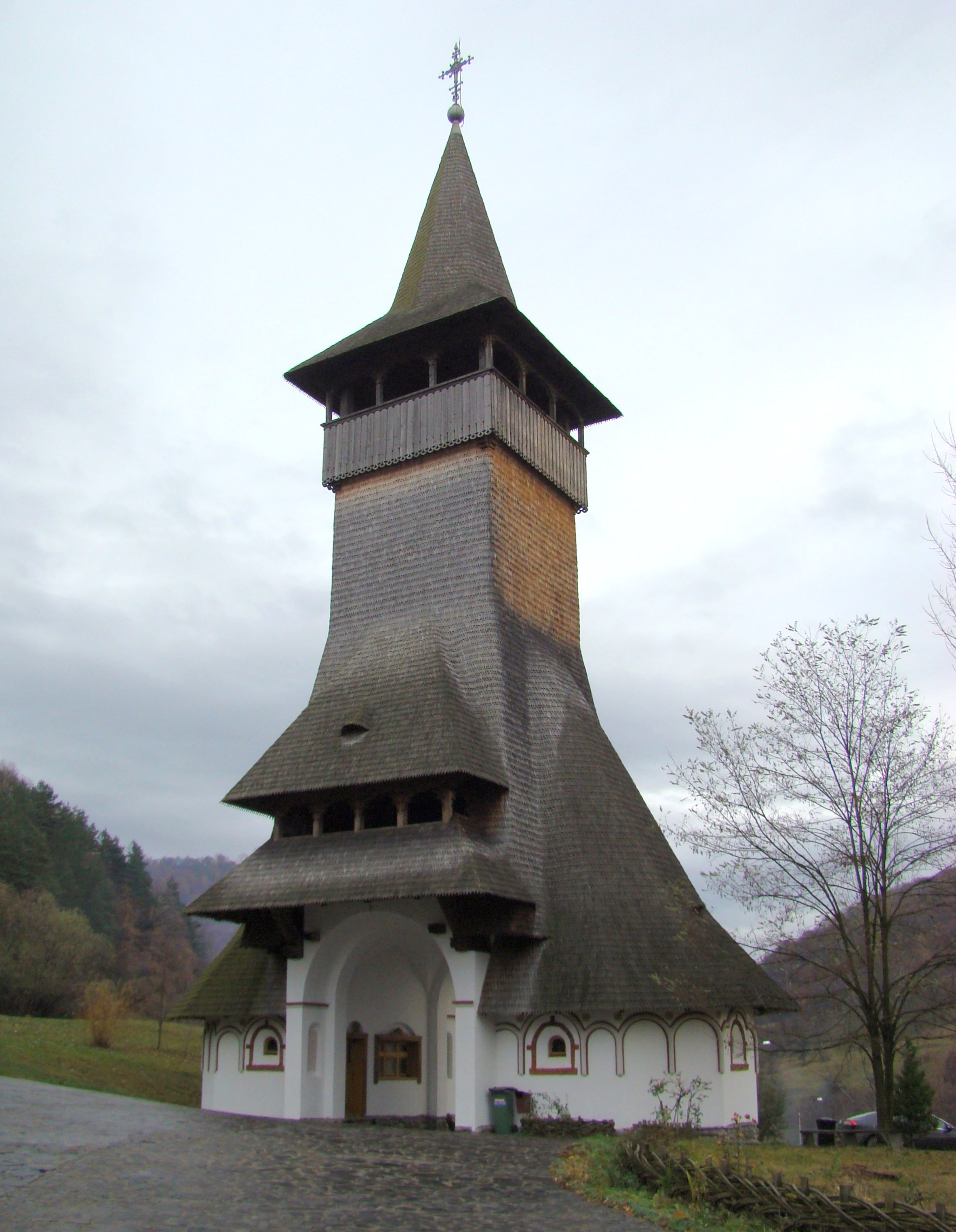
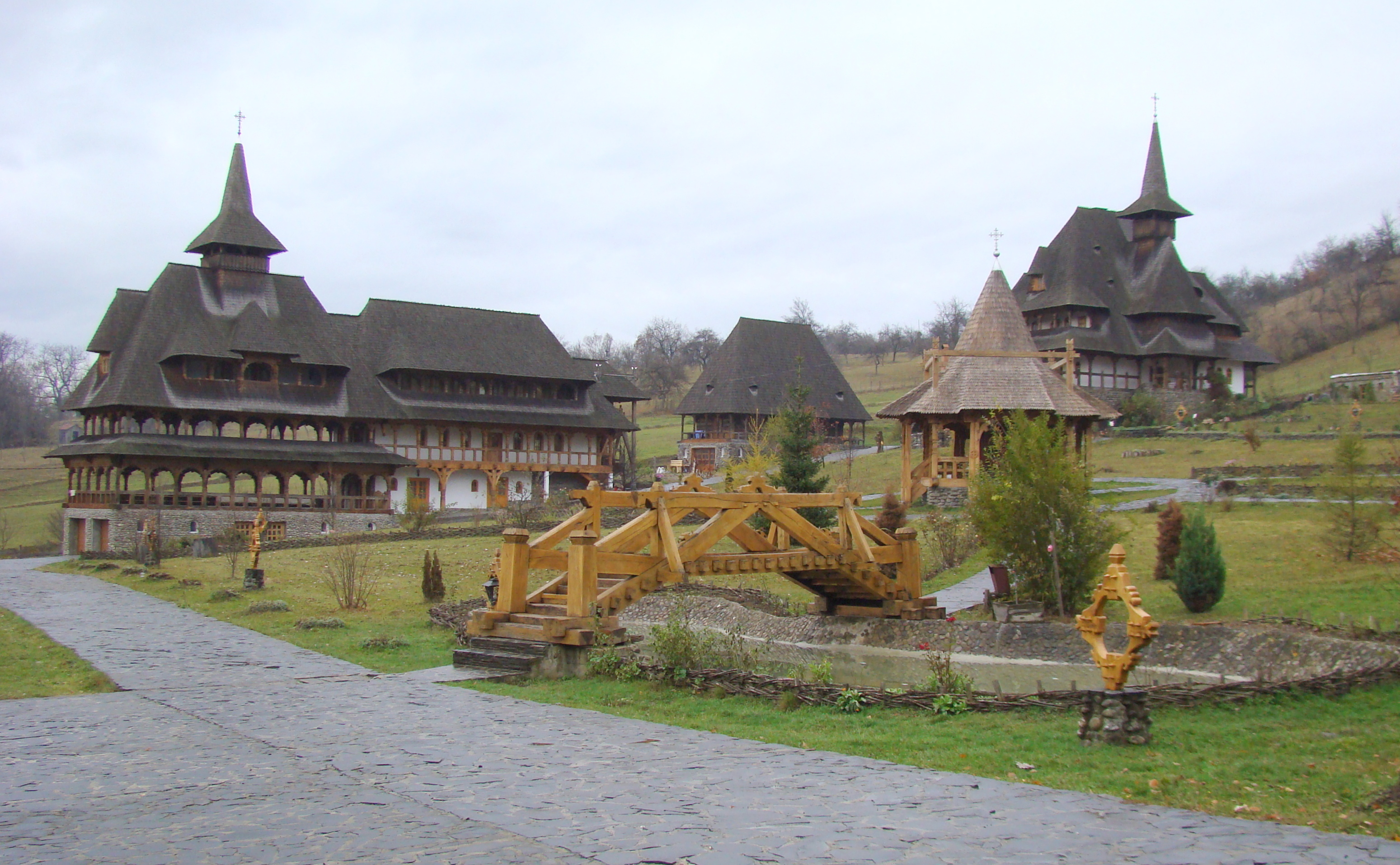
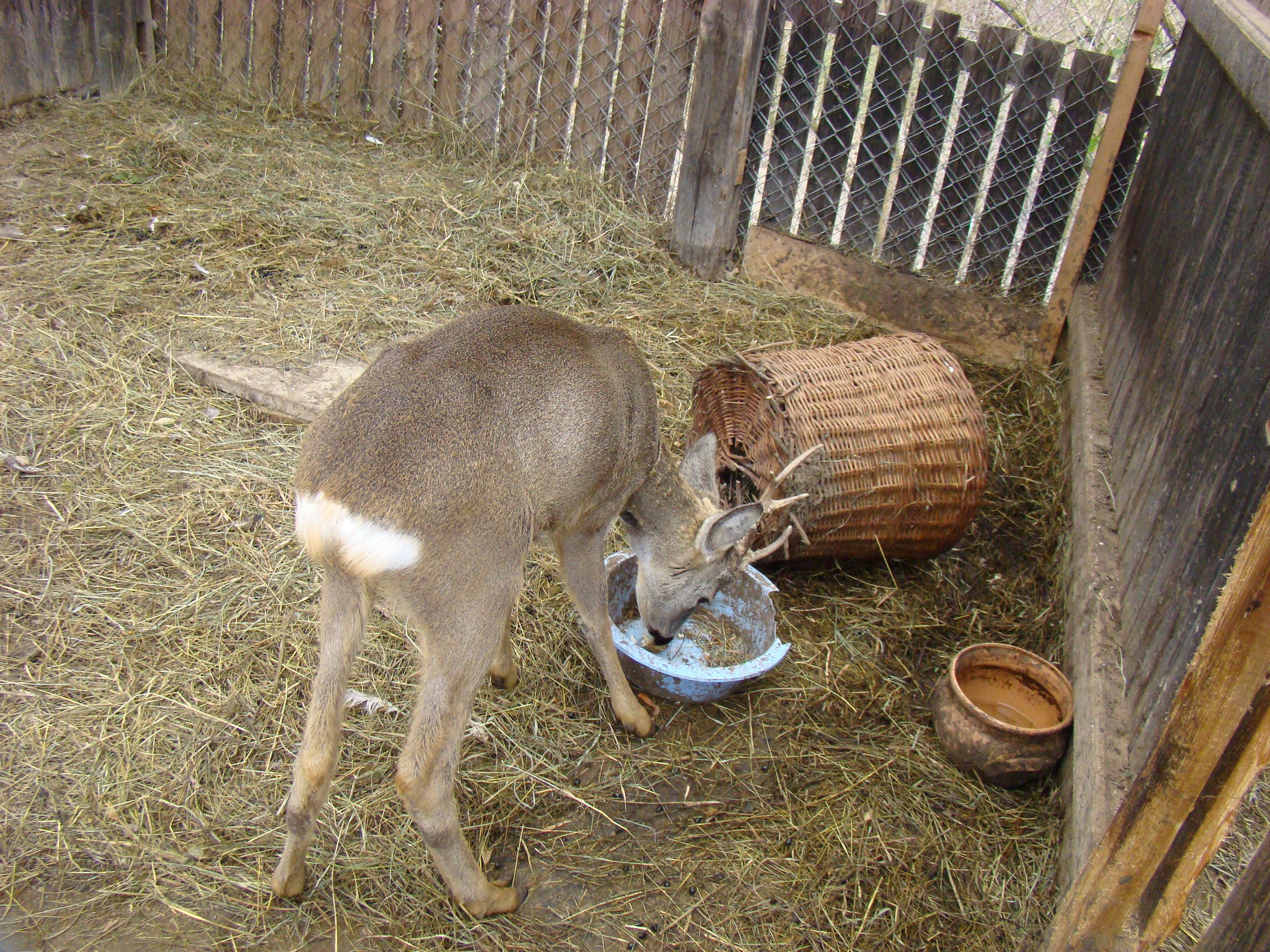
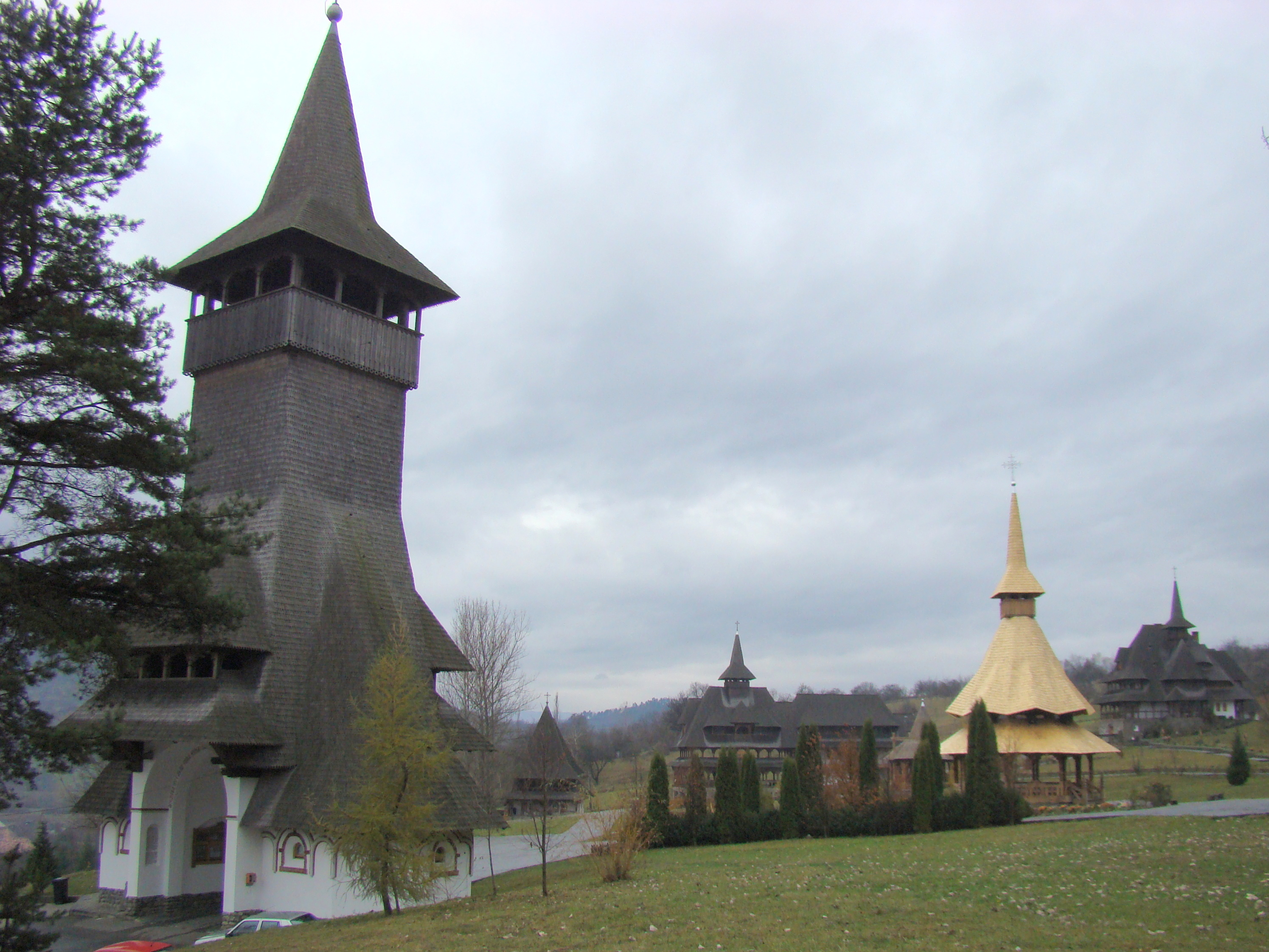
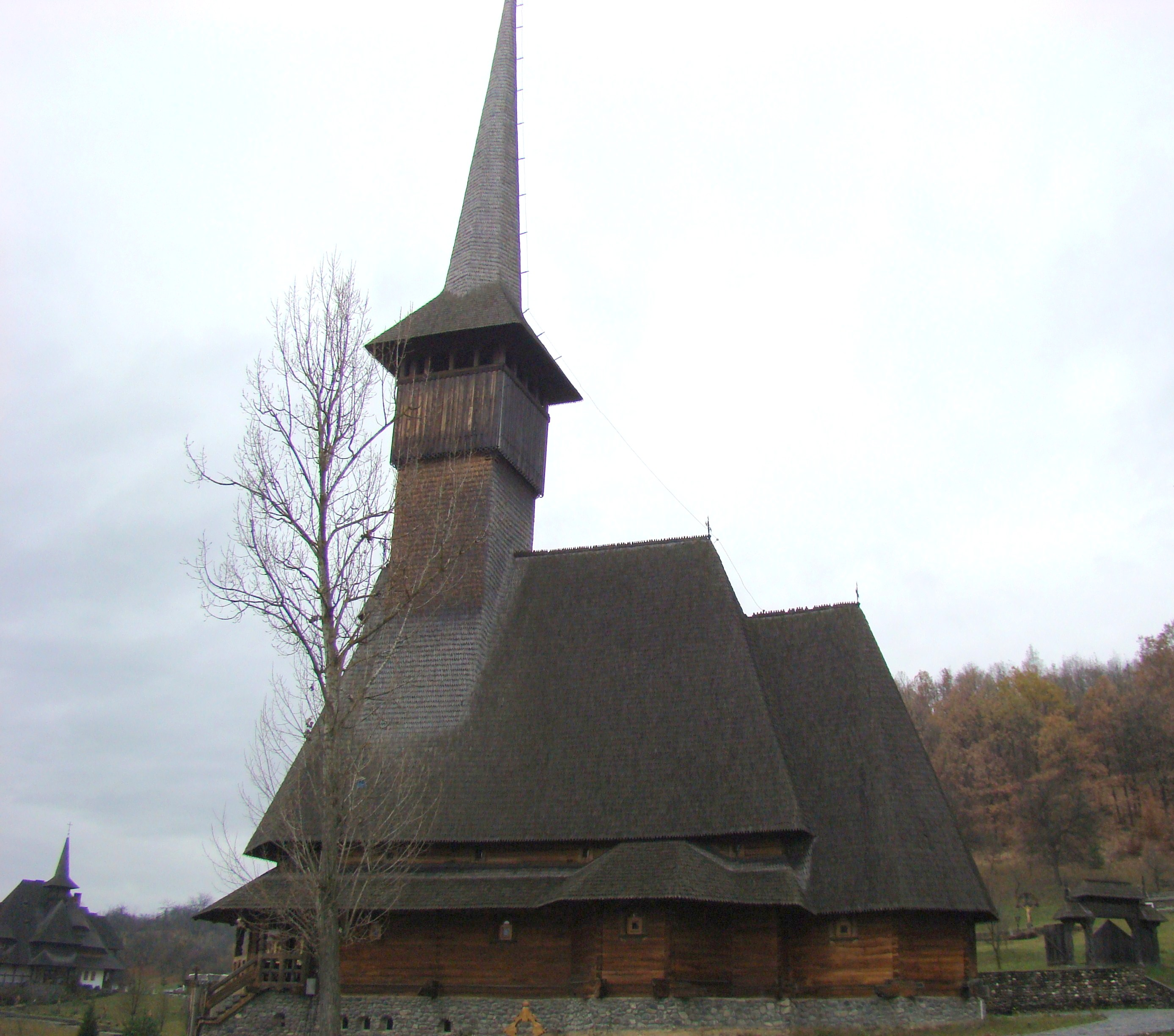
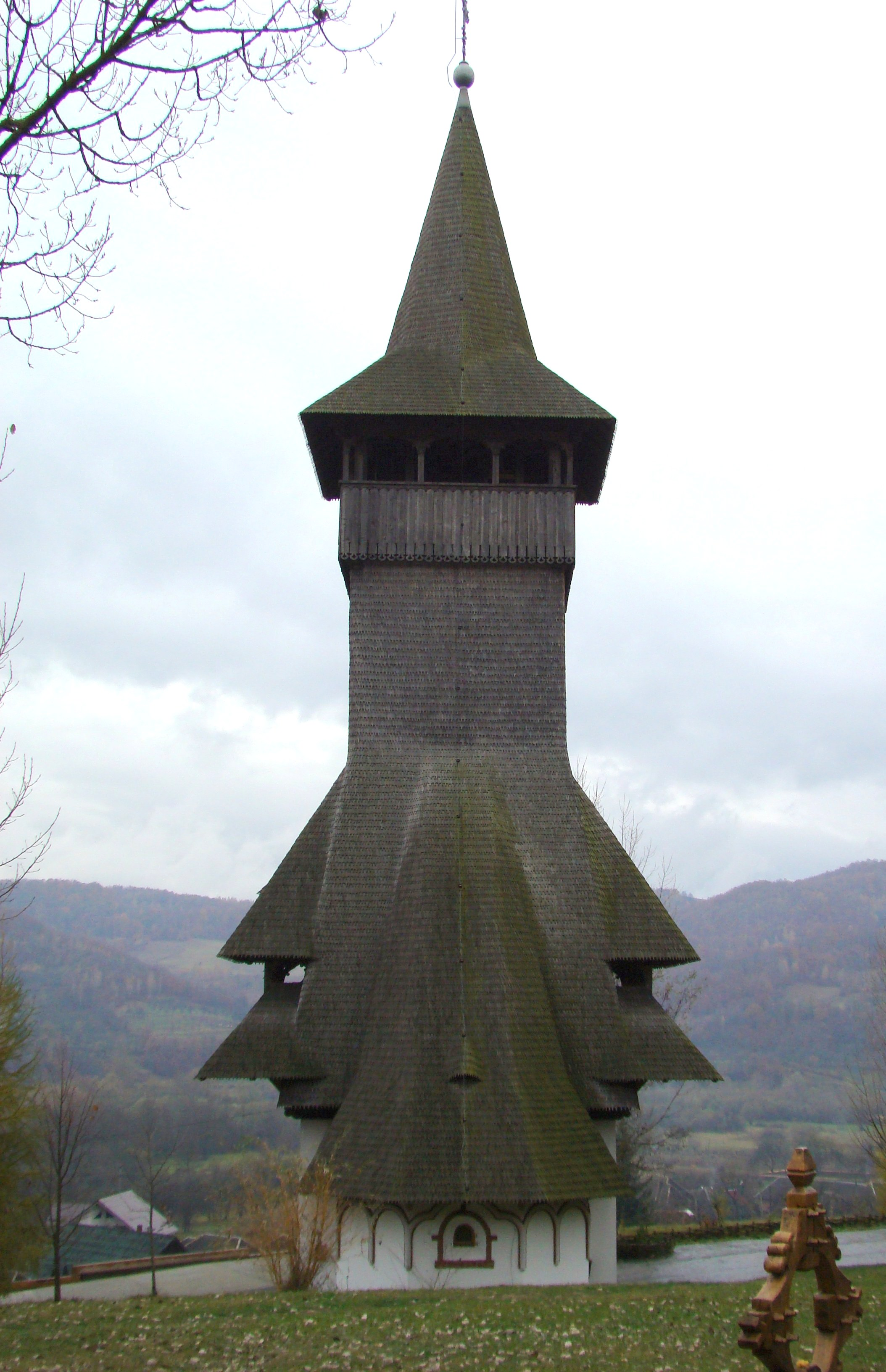
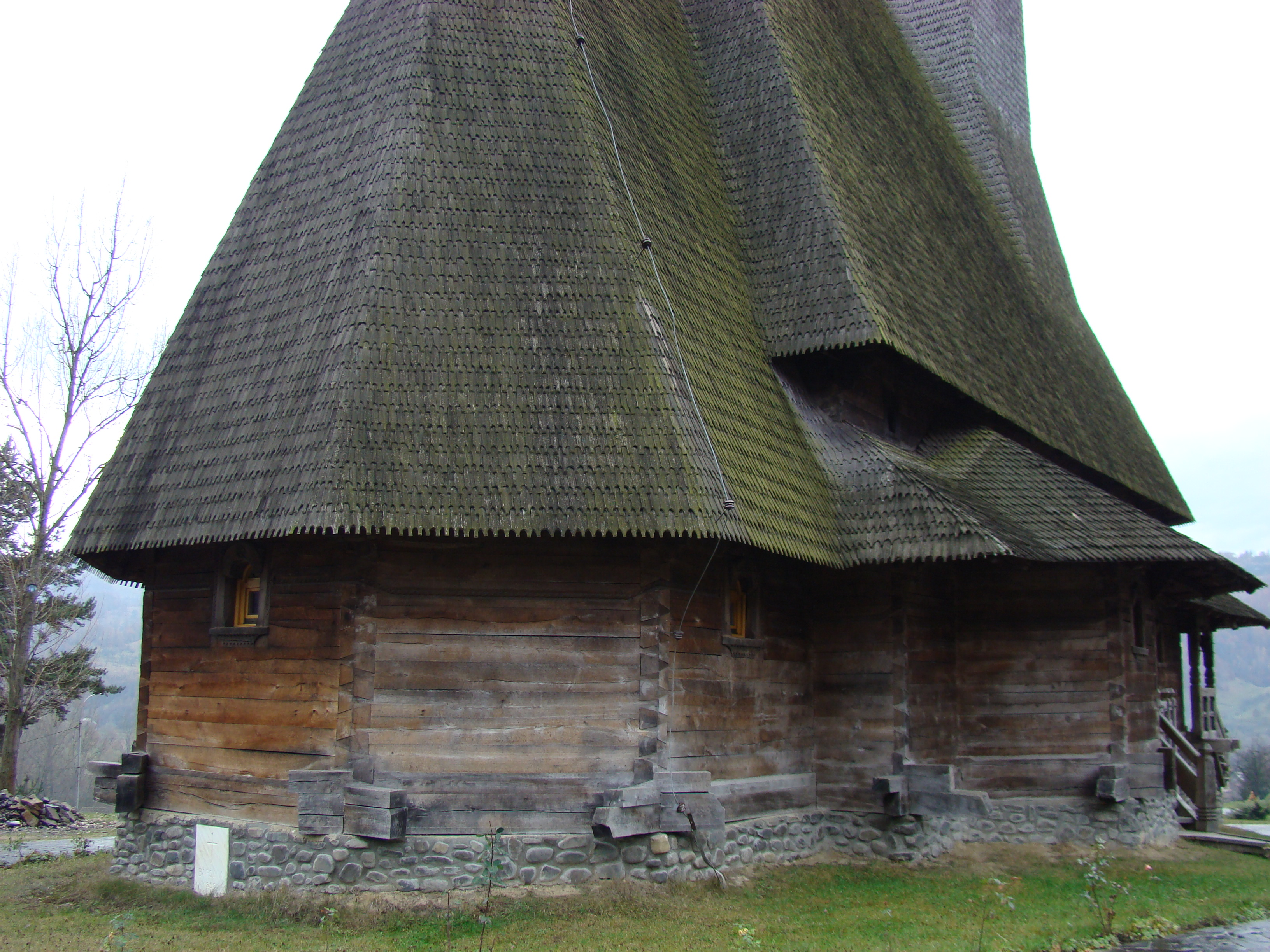
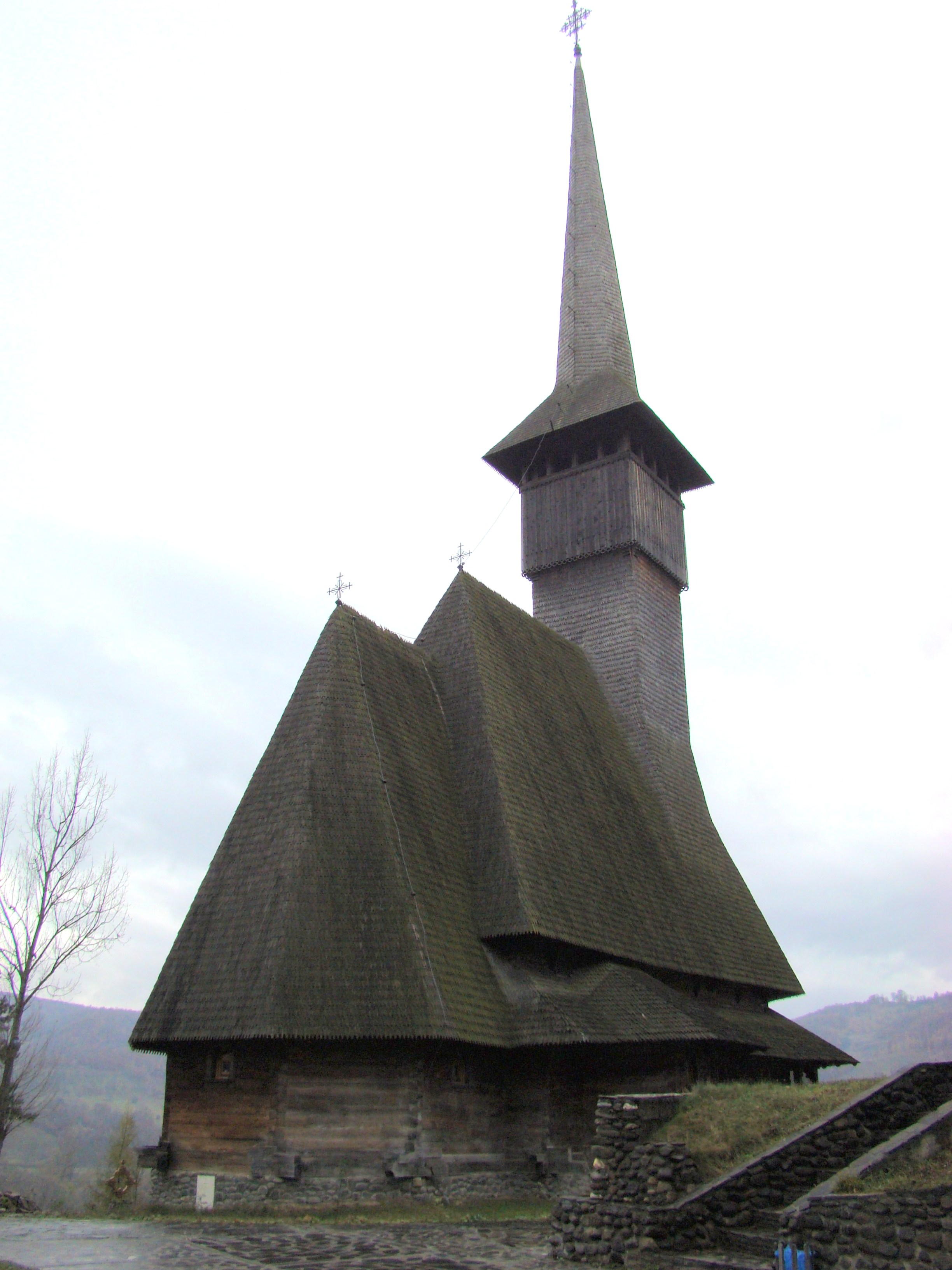
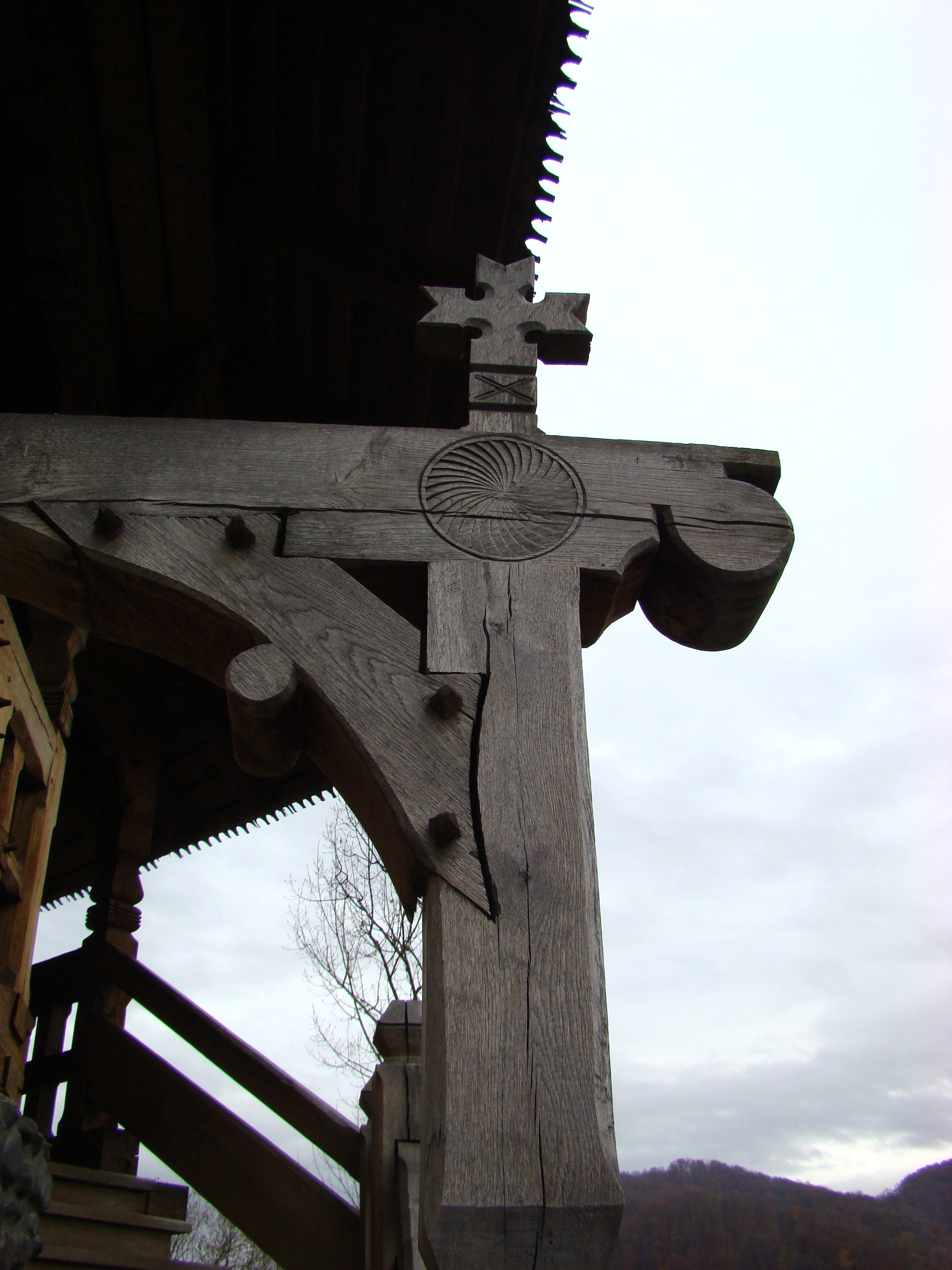
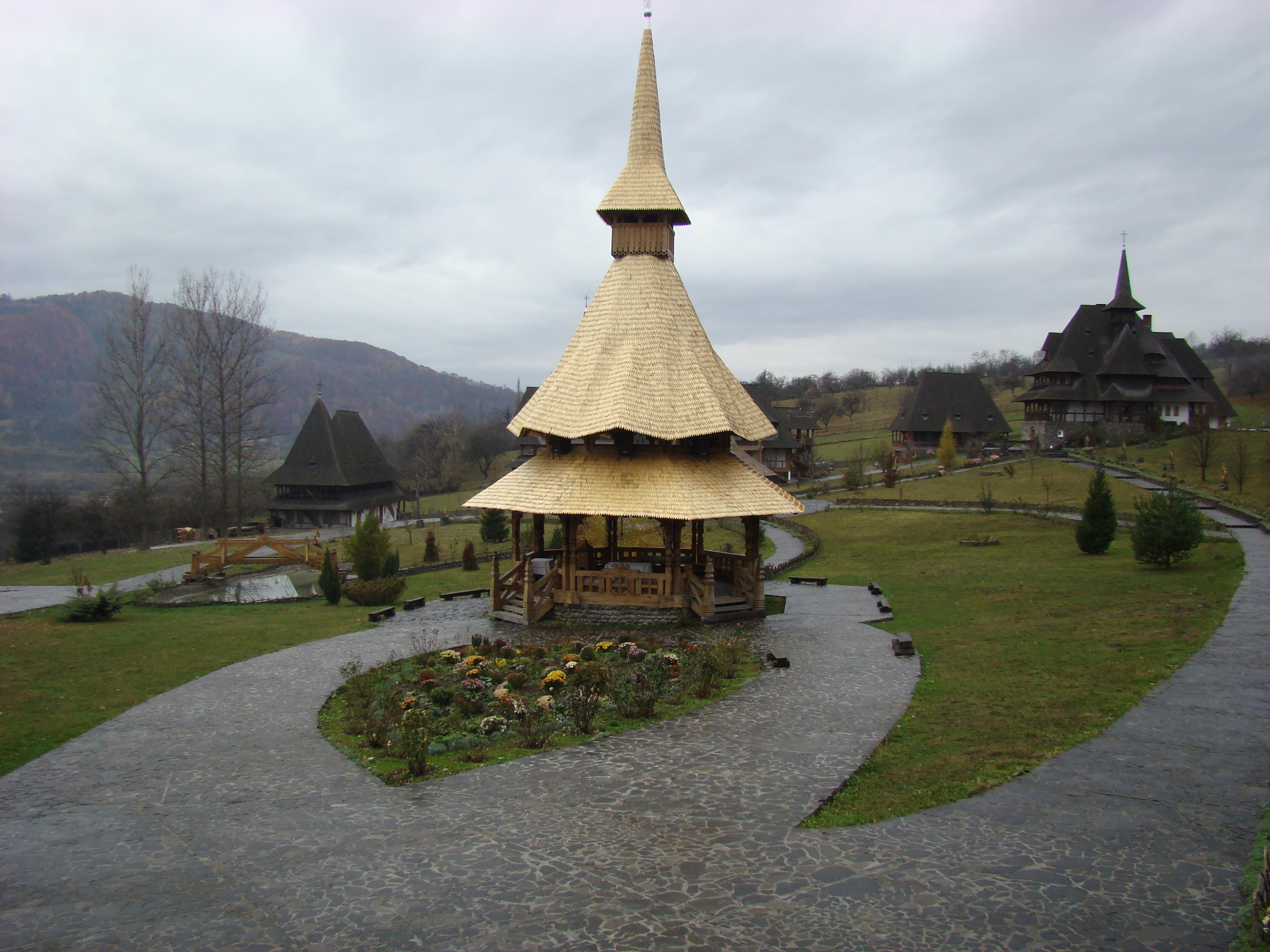
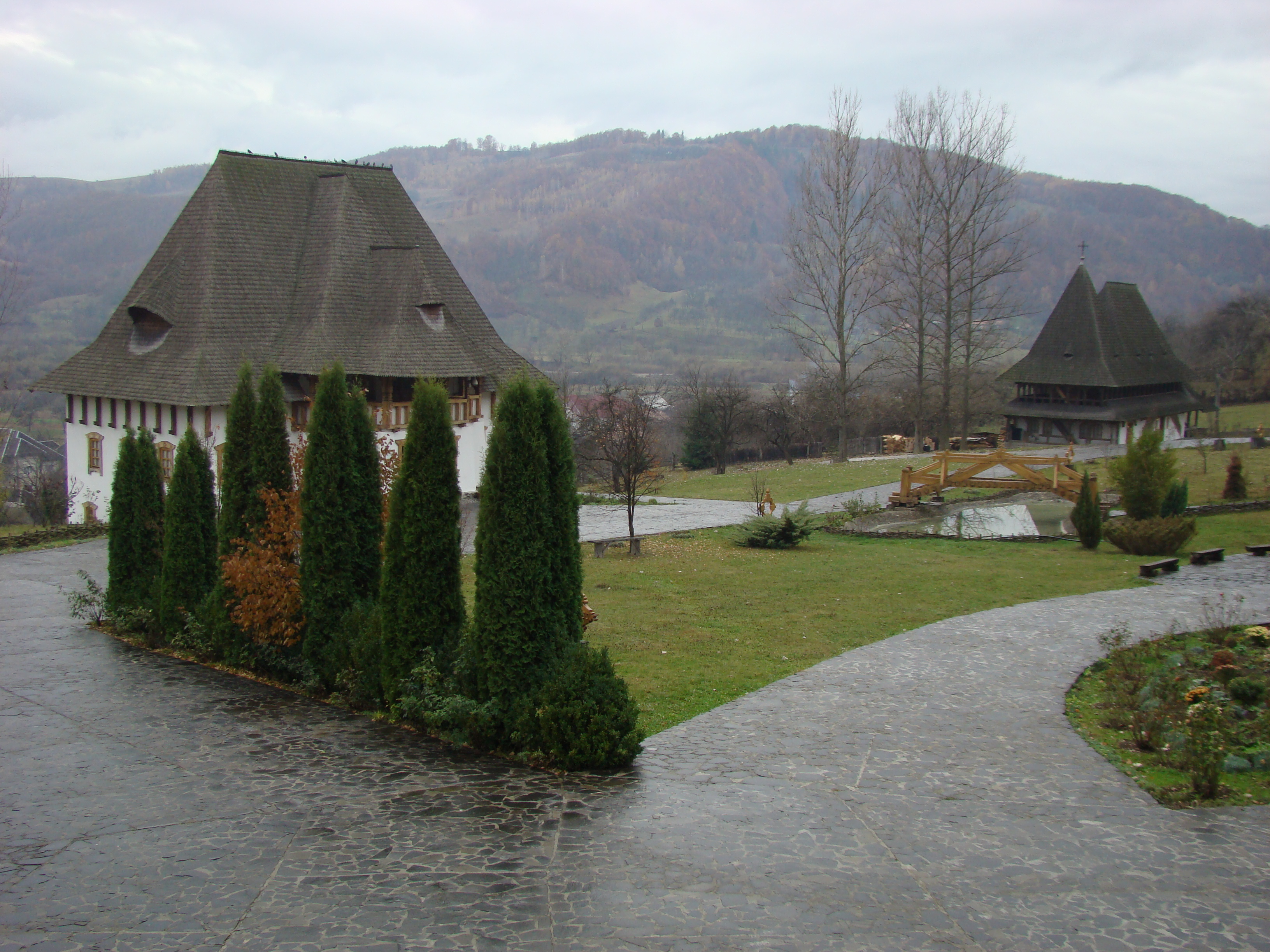
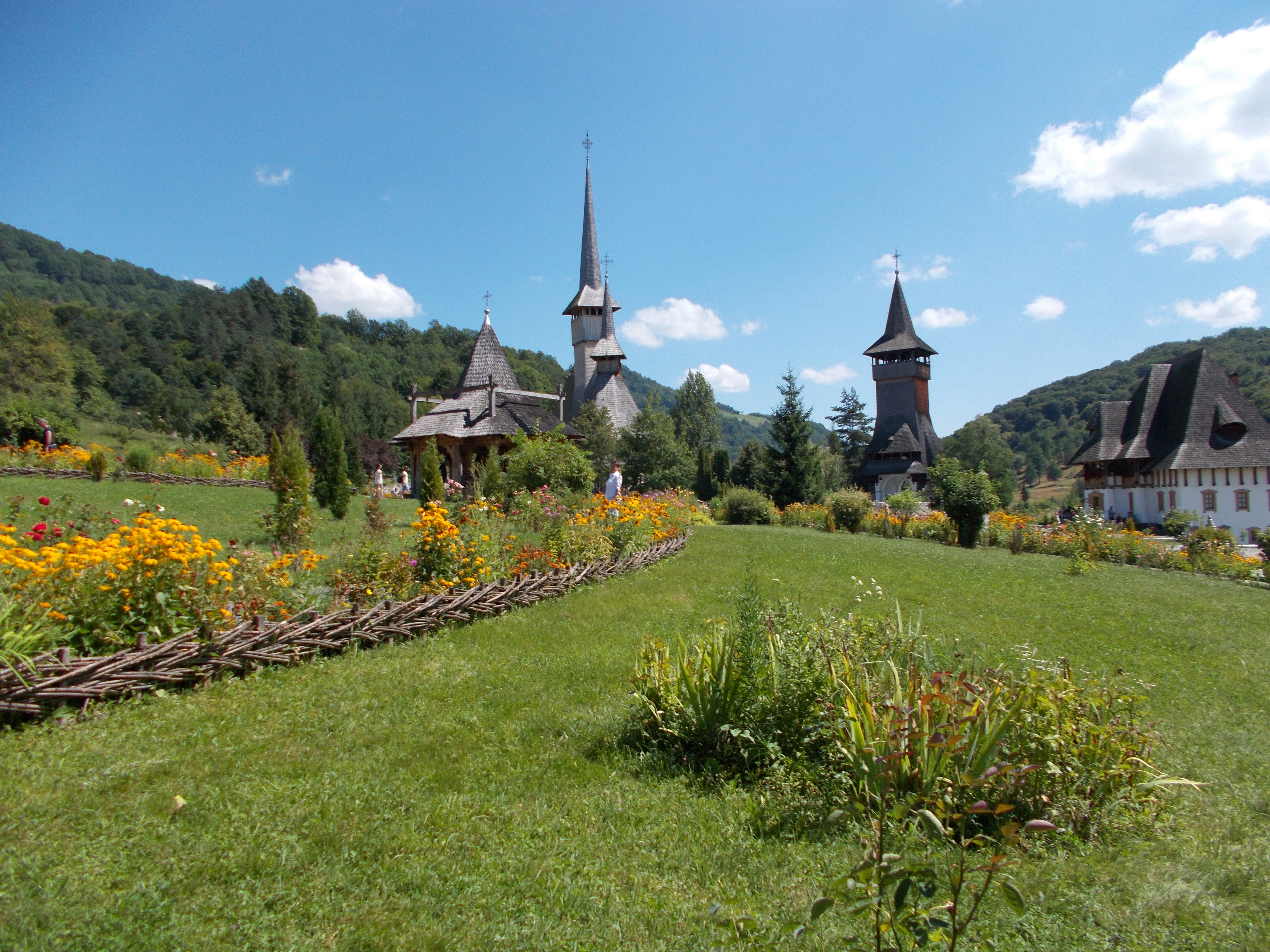
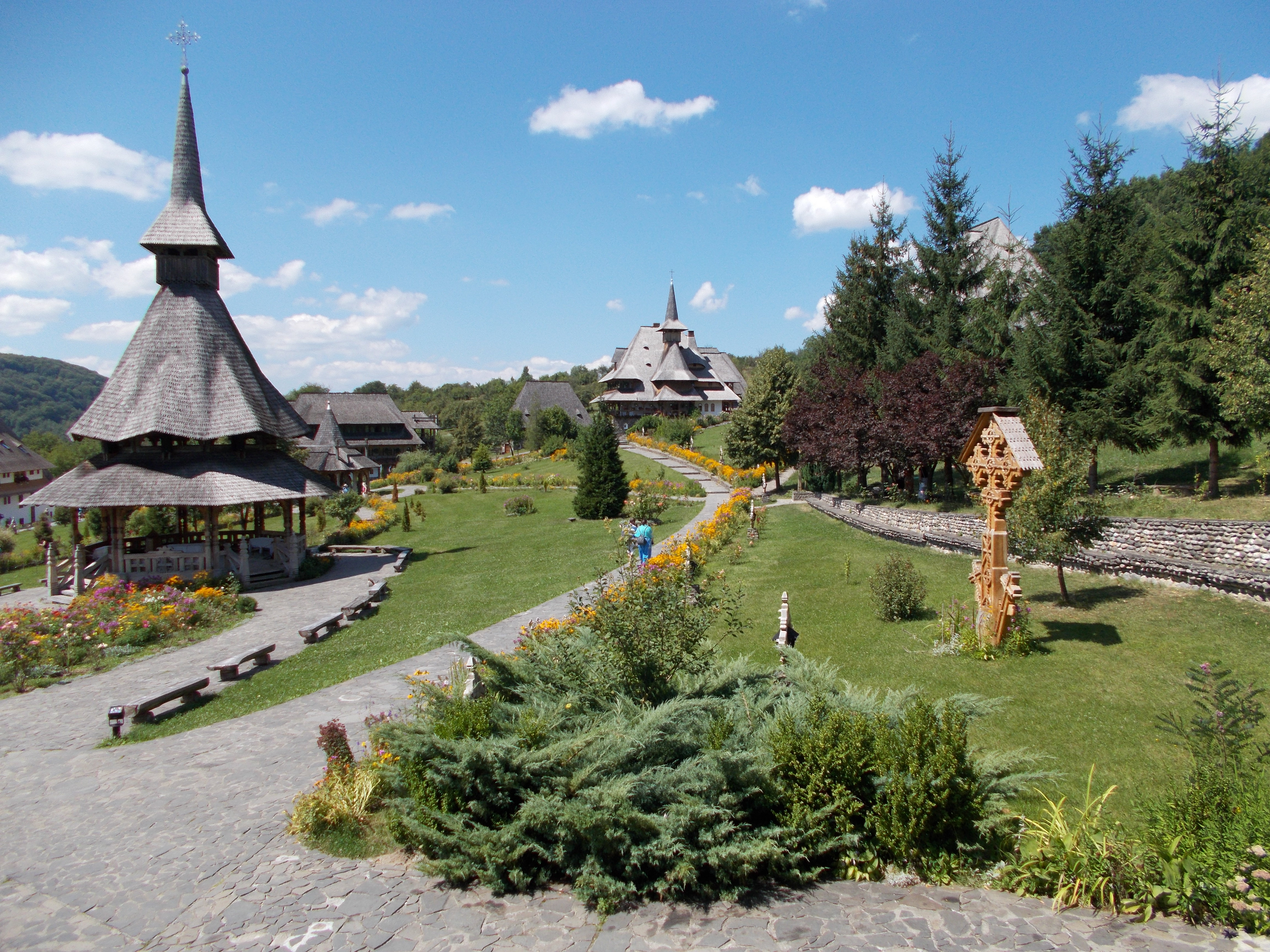